# 오죽헌
강릉 오죽헌(江陵 烏竹軒)은 대한민국 강원특별자치도 강릉시에 있는 신사임당과 율곡 이이(栗谷 李珥)의 생가이다.

## 개요
오죽헌은 신사임당(1504∼1551)과 율곡 이이(1536∼1584)가 태어난 유서 깊은 집이다. 사임당 신씨는 뛰어난 여류 예술가였고 현모양처의 본보기가 되는 인물이며, 신씨의 아들 율곡 이이는 조선시대에 퇴계 이황과 쌍벽을 이루는 훌륭한 학자였다. 오죽헌은 조선 시대 문신이었던 최치운(1390∼1440)이 지었으며, 단종 집권 시기에 병조 참판과 대사헌을 역임했던 최응현의 고택으로 사용되었다. 최응현은 훗날 신사임당의 외할아버지인 이사온(李思溫)에게 자신의 저택을 물려주게 된다.
규모는 앞면 3칸·옆면 2칸이며, 지붕은 옆면에서 볼 때 여덟 팔(八)자 모양을 한 팔작지붕이다. 앞면에서 보면 왼쪽 2칸은 대청마루로 사용했고, 오른쪽 1칸은 온돌방으로 만들었다. 지붕 처마를 받치는 부재들도 새부리 모양으로 빠져나오는 간결한 형태로 짠 익공계 양식으로 꾸몄다. 우리나라 주택 건축물 중에서 비교적 오래된 건물 가운데 하나로 손꼽히며, 유서 깊은 역사를 가진 건물이다.
조선 시대 중기의 양반집 모습을 보존한 희귀한 예로서 주심포(柱心包) 계통의 청순하고 소박한 팔작집이다. 평면 구조는 왼쪽으로 향한 2칸이 대청이고 오른쪽 1칸이 온돌방으로 되었으며, 기둥머리에는 창방(昌枋)만이 돌려지고 그 위에 기둥머리를 놓고 초공(初工) 하나로 장설(長舌)과 주심(柱心)도리를 받도록 했고, 기둥 사이에는 화반(華盤)이 한 개 있을 뿐이다. 추녀도 너무 들리지 않고 원만하다. 율곡 이이의 이종사촌인 권처균(權處均)이 자신의 저택 뒤뜰에 까마귀처럼 검은 대나무인 오죽이 자라고 있어서 오죽헌이라는 호를 지었고, 오죽헌이라는 이름 또한 여기서 유래된 이름이다.
오죽헌 바깥쪽에 위치한 외삼문(外三門)인 자경문(自警門)은 율곡 이이가 20세 시절에 지은 자경문(自警文)에서 붙여진 이름이다. 본가에는 호해정사(湖海精舍)라고 불린 사랑채가 있다. 그 외에 신사임당이 율곡 이이를 낳은 별당인 몽룡실(夢龍室)이 있는데, 이는 신사임당이 율곡 이이를 낳을 때 검은 용이 나타났다고 해서 붙여진 이름이다. 몽룡실 오른쪽에는 신사임당이 율곡 이이를 낳았던 온돌방이 있고, 왼쪽에는 율곡 이이가 6세 시절까지 공부했던 마루방이 있다. 현재는 신사임당의 영정이 보관되어 있다.
1788년에는 정조의 명령에 따라 율곡 이이의 저서인 《격몽요결》과 유품인 벼루를 보관하기 위한 건물인 어제각(御製閣)이 건립되었는데, 이 건물은 1975년에 진행된 오죽헌 정화 사업에 따라 북쪽으로 옮겨졌다. 옛 어제각 터에는 율곡 이이의 영정이 보관된 문성사(文成祠)가 건립되었다. 1977년부터 2006년까지 대한민국에서 발행된 5000원 지폐 뒷면의 디자인 소재로 사용되었으며 2006년에 대한민국에서 발행된 5000원 지폐 앞면에도 오죽헌 몽룡실이 그려져 있다. SBS 드라마 《사임당, 빛의 일기》의 촬영 장소로 쓰이기도 했다.

## 시설 현황

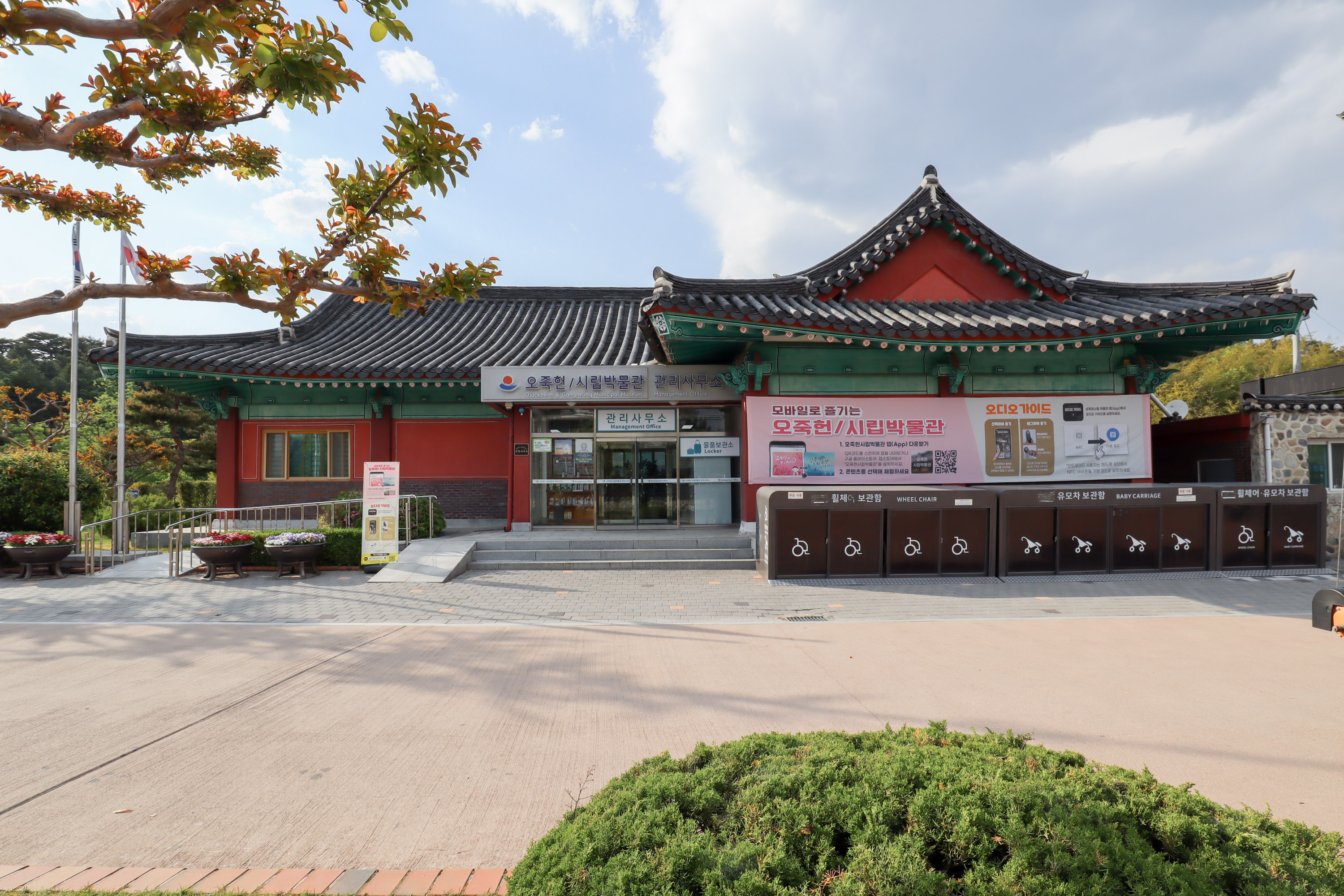

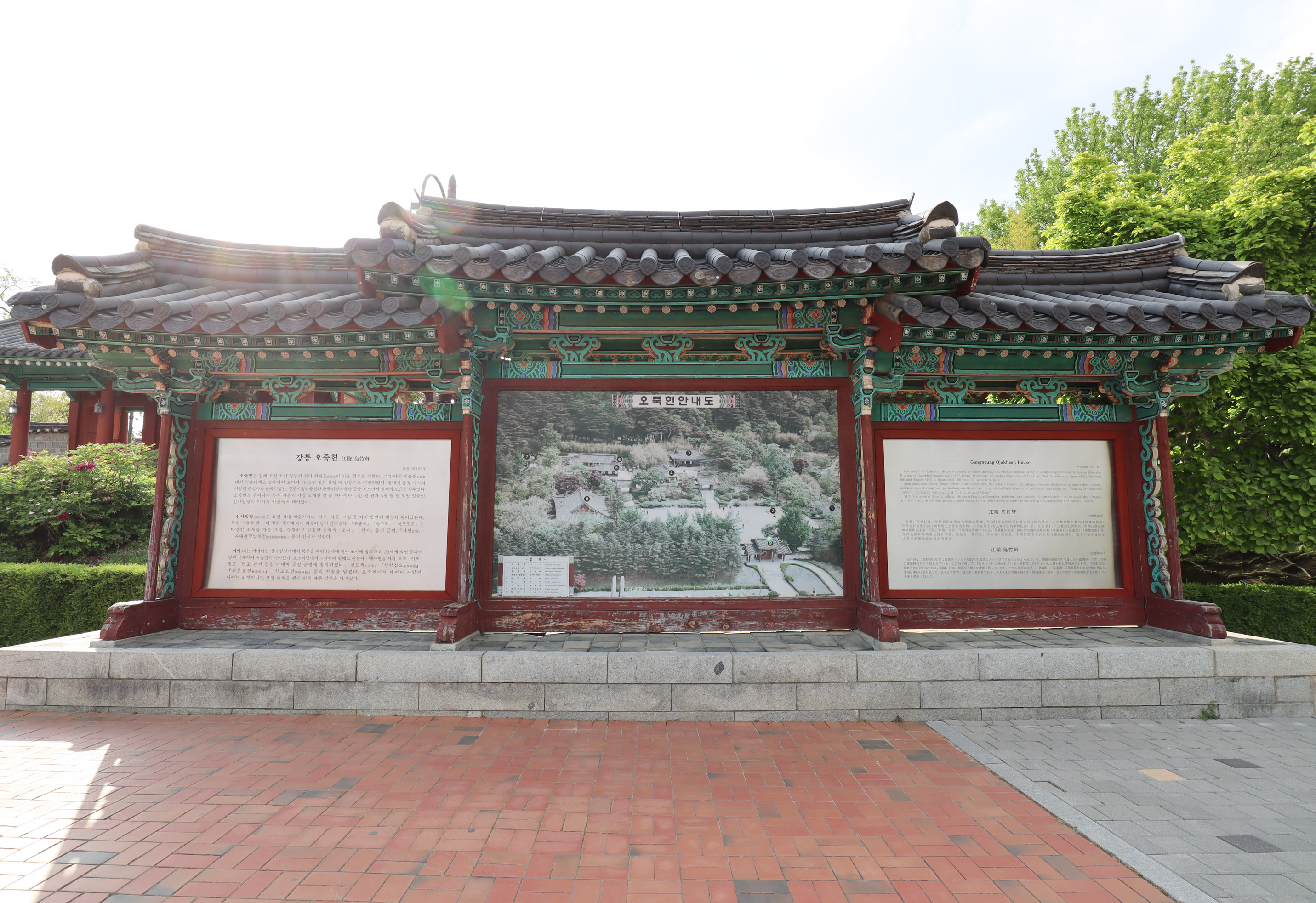
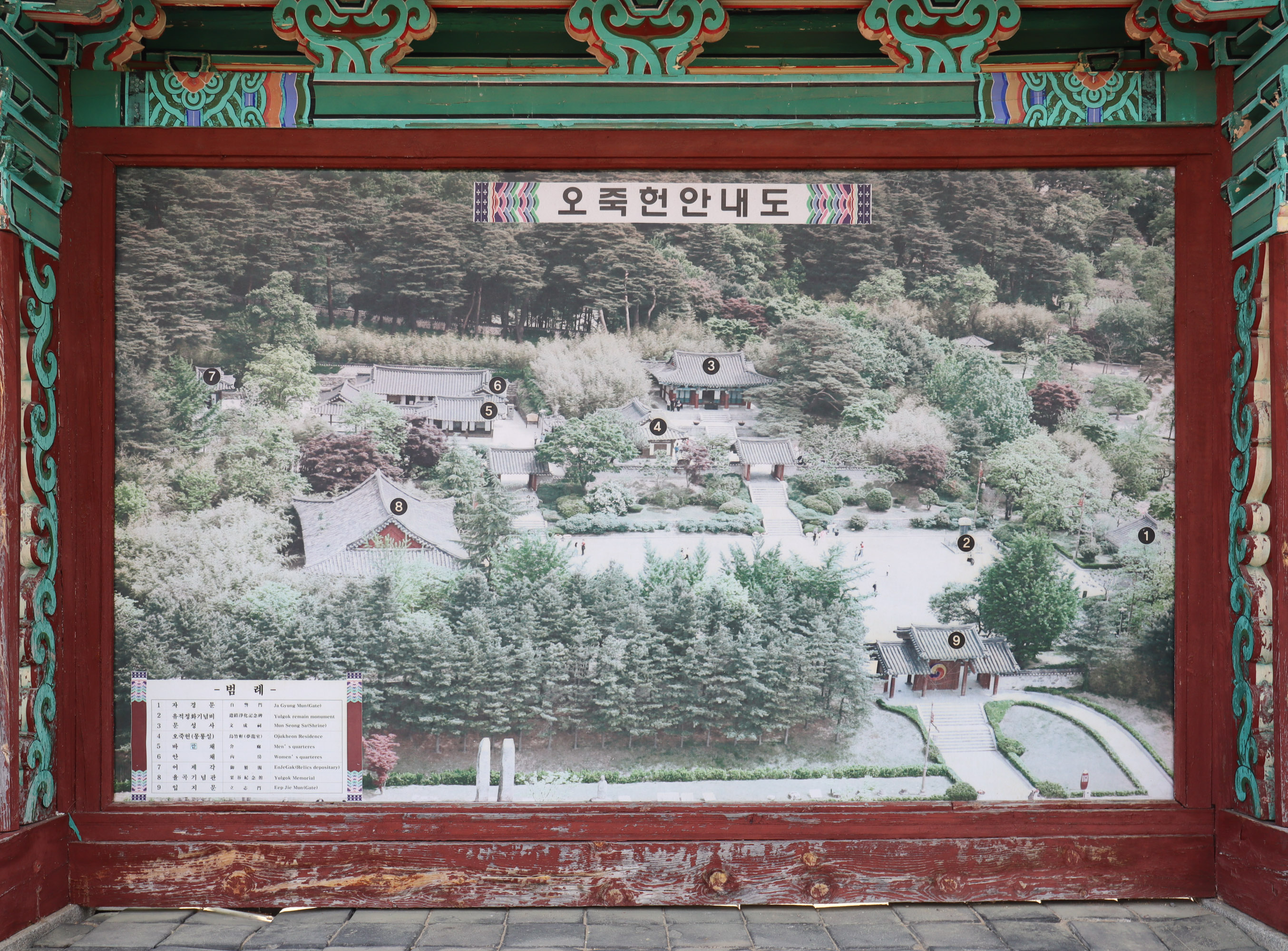
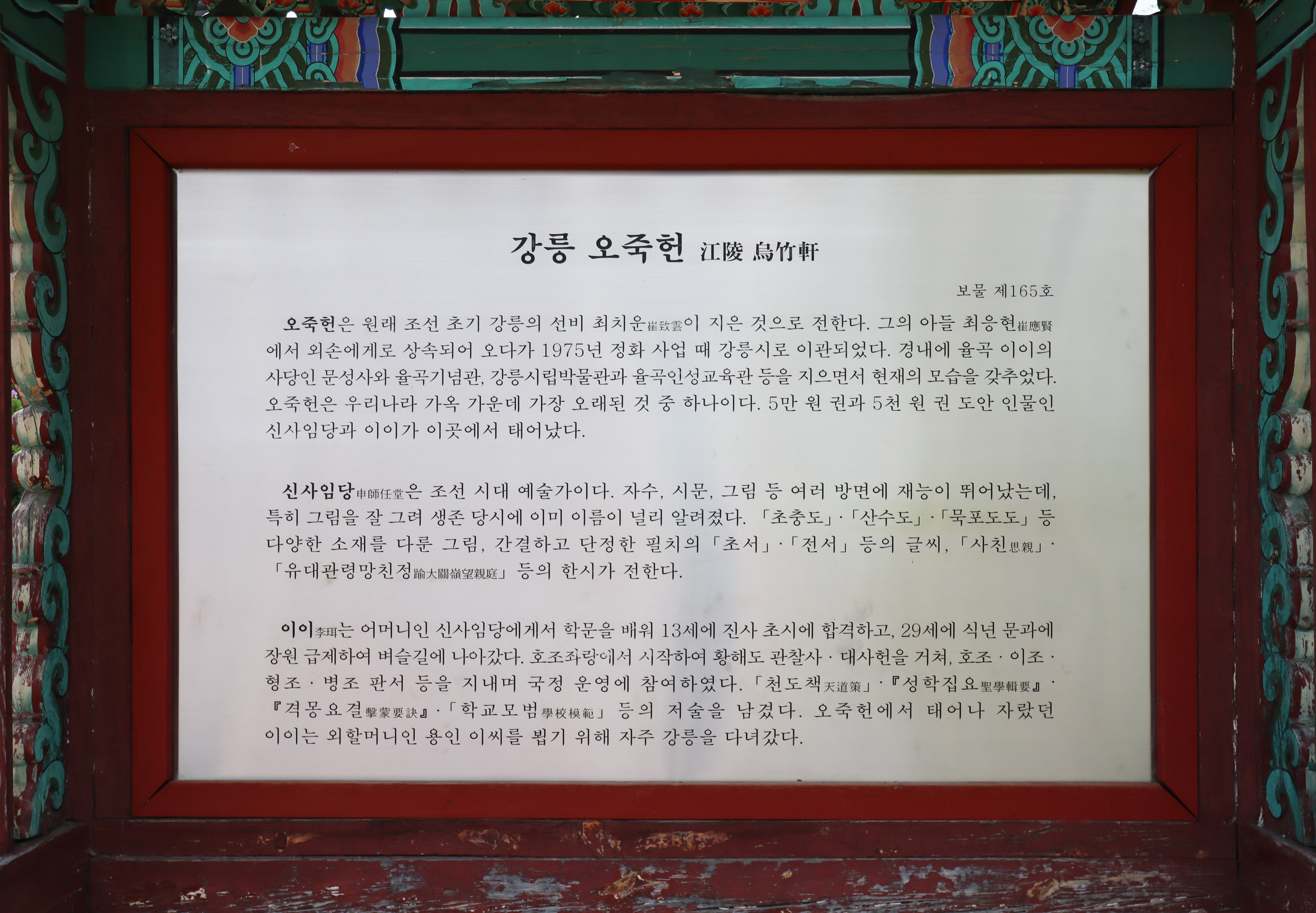

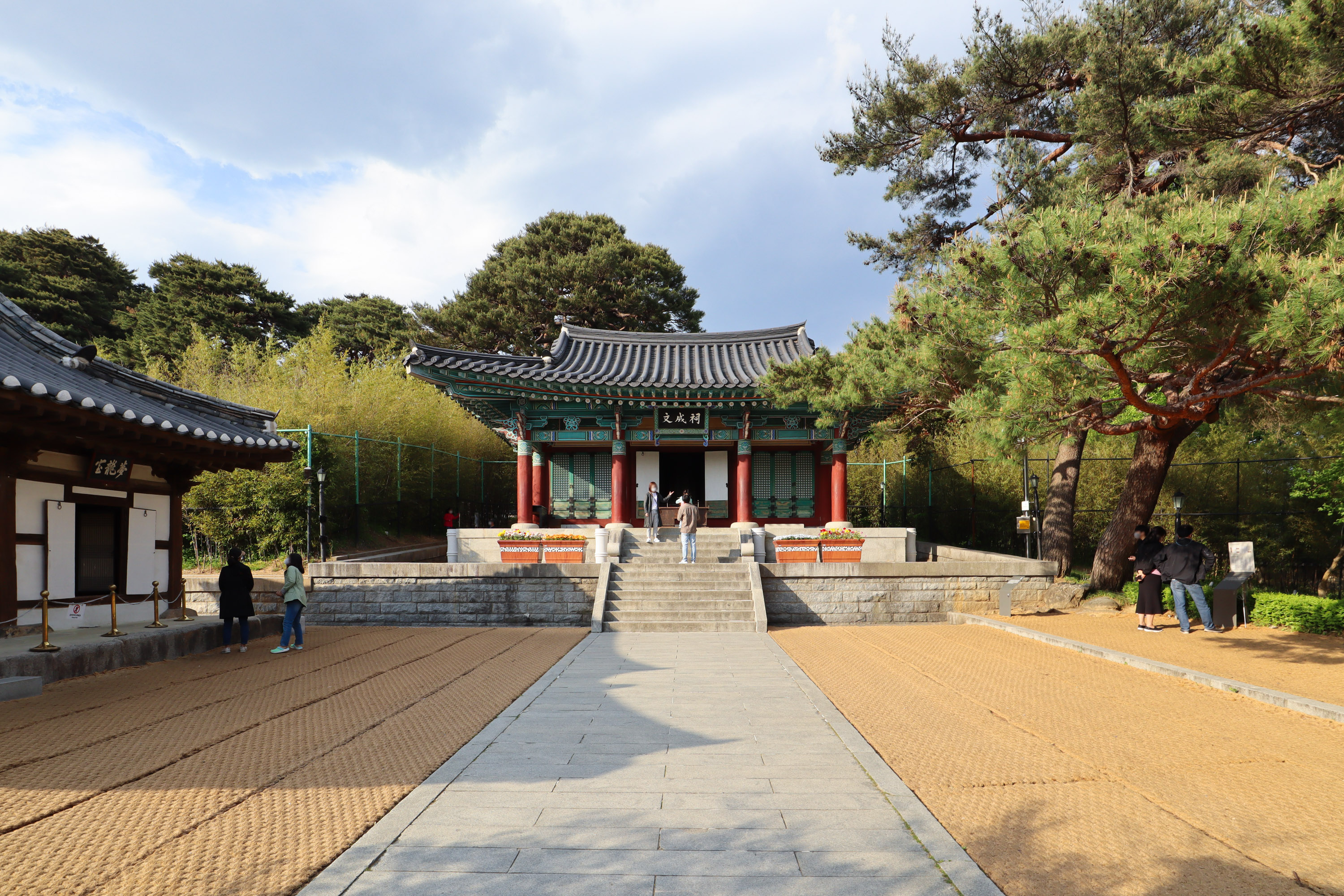
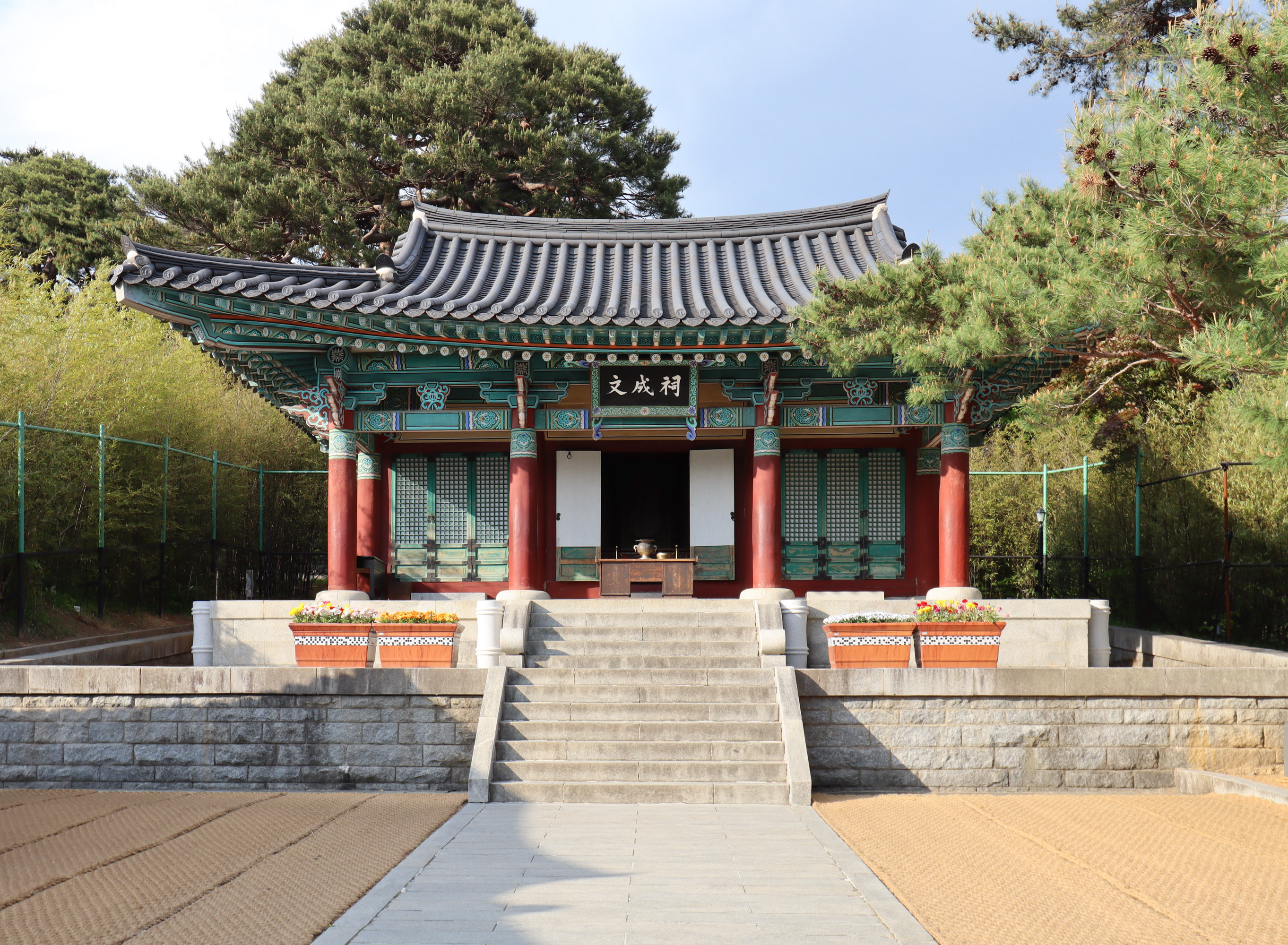
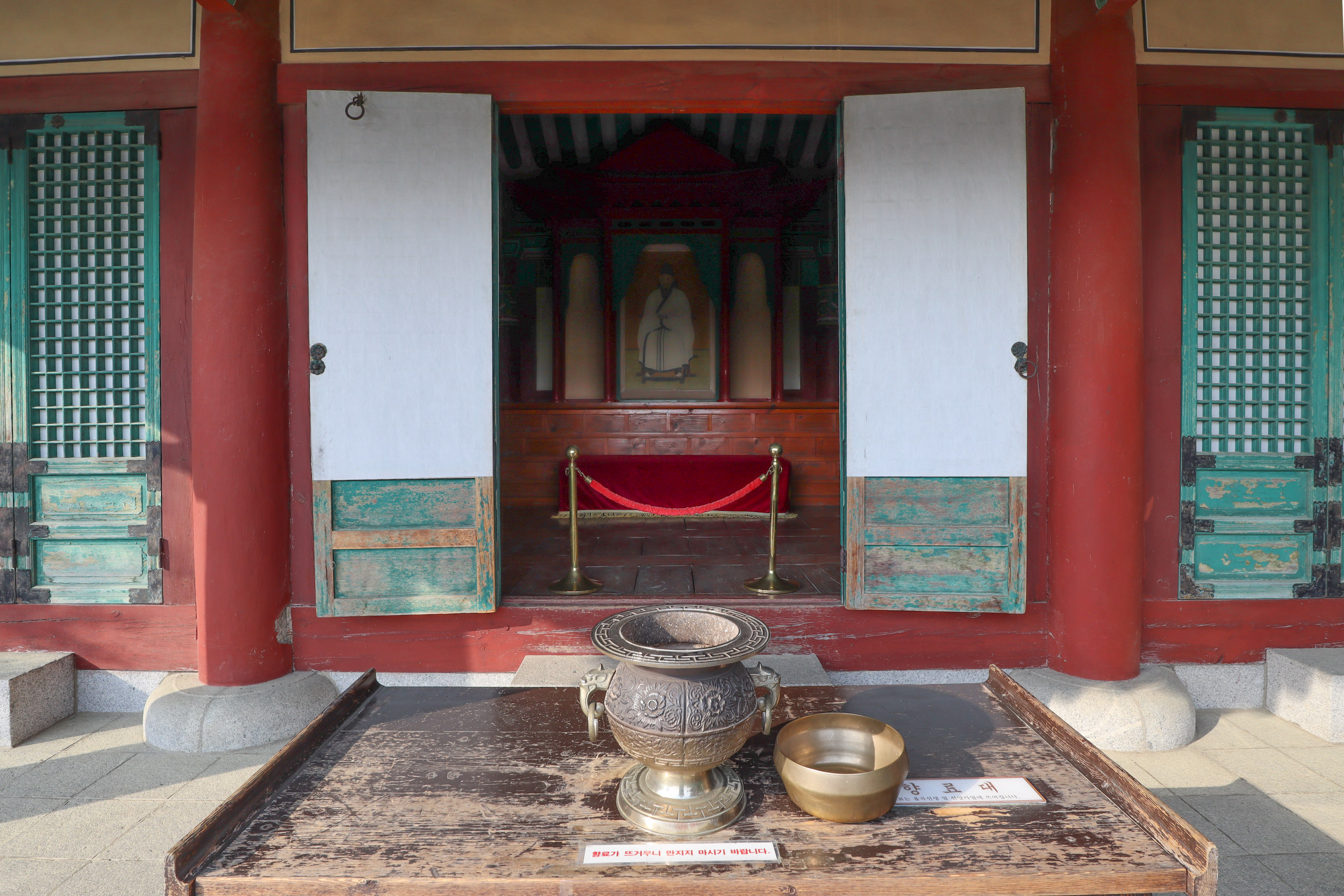
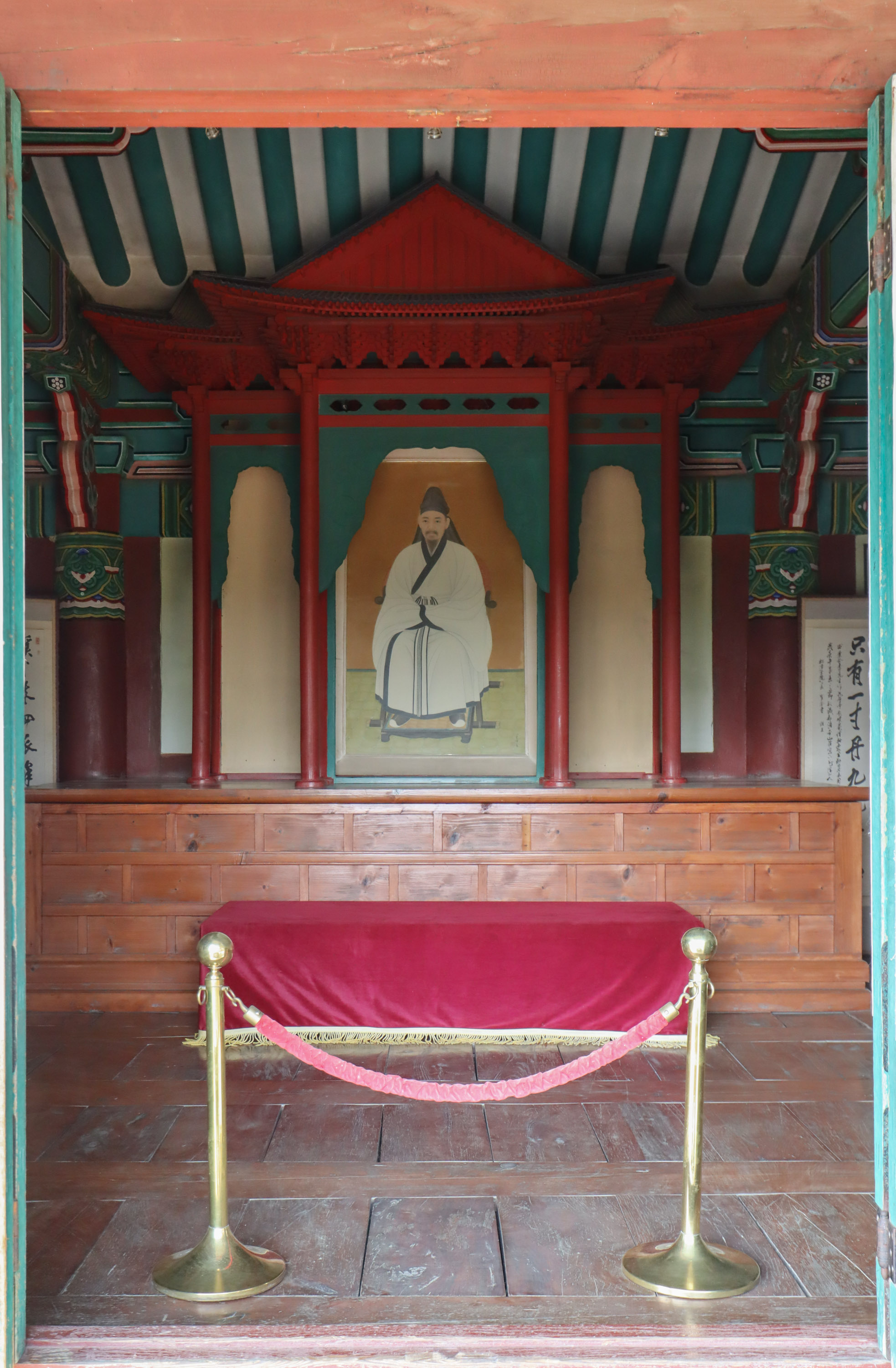

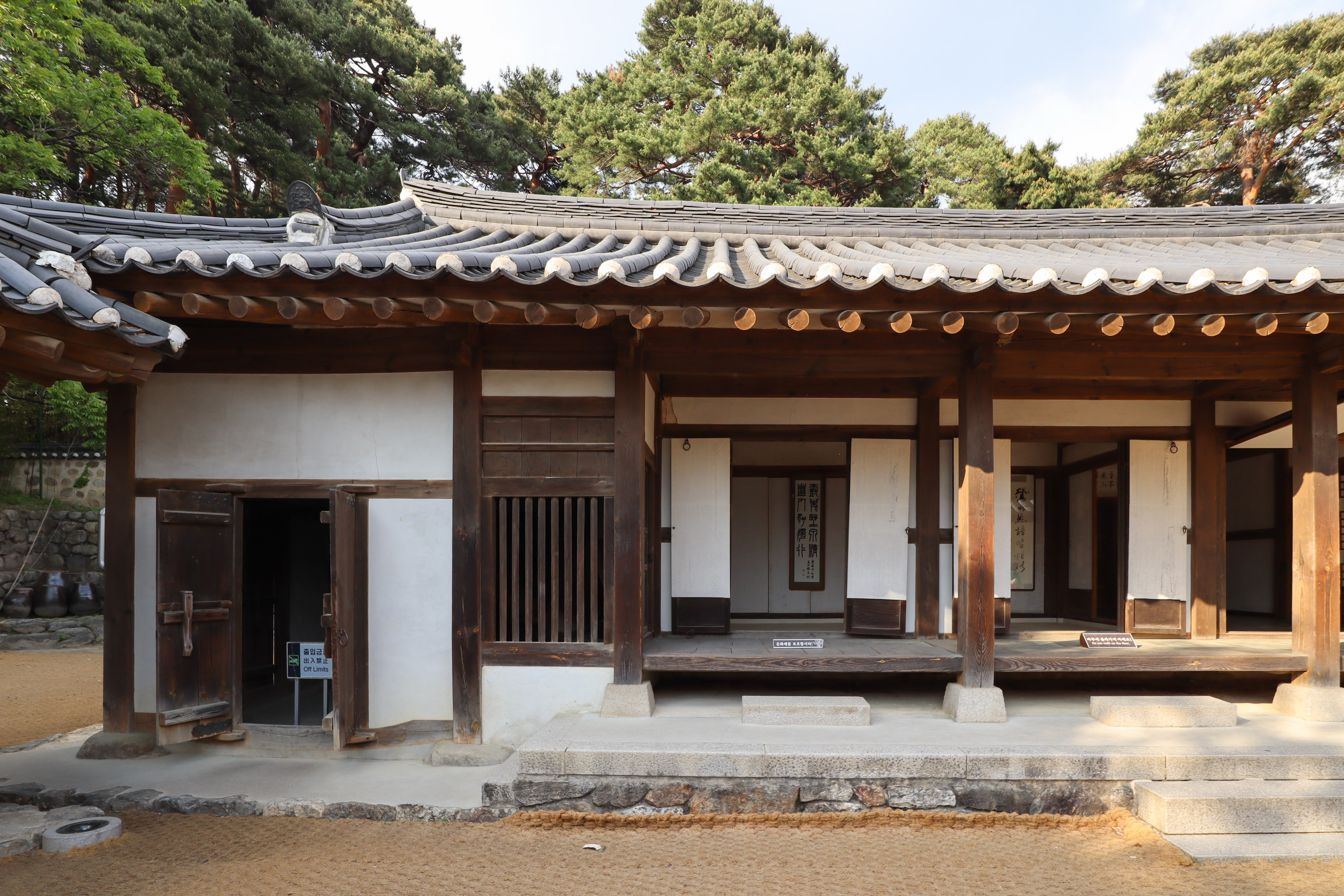
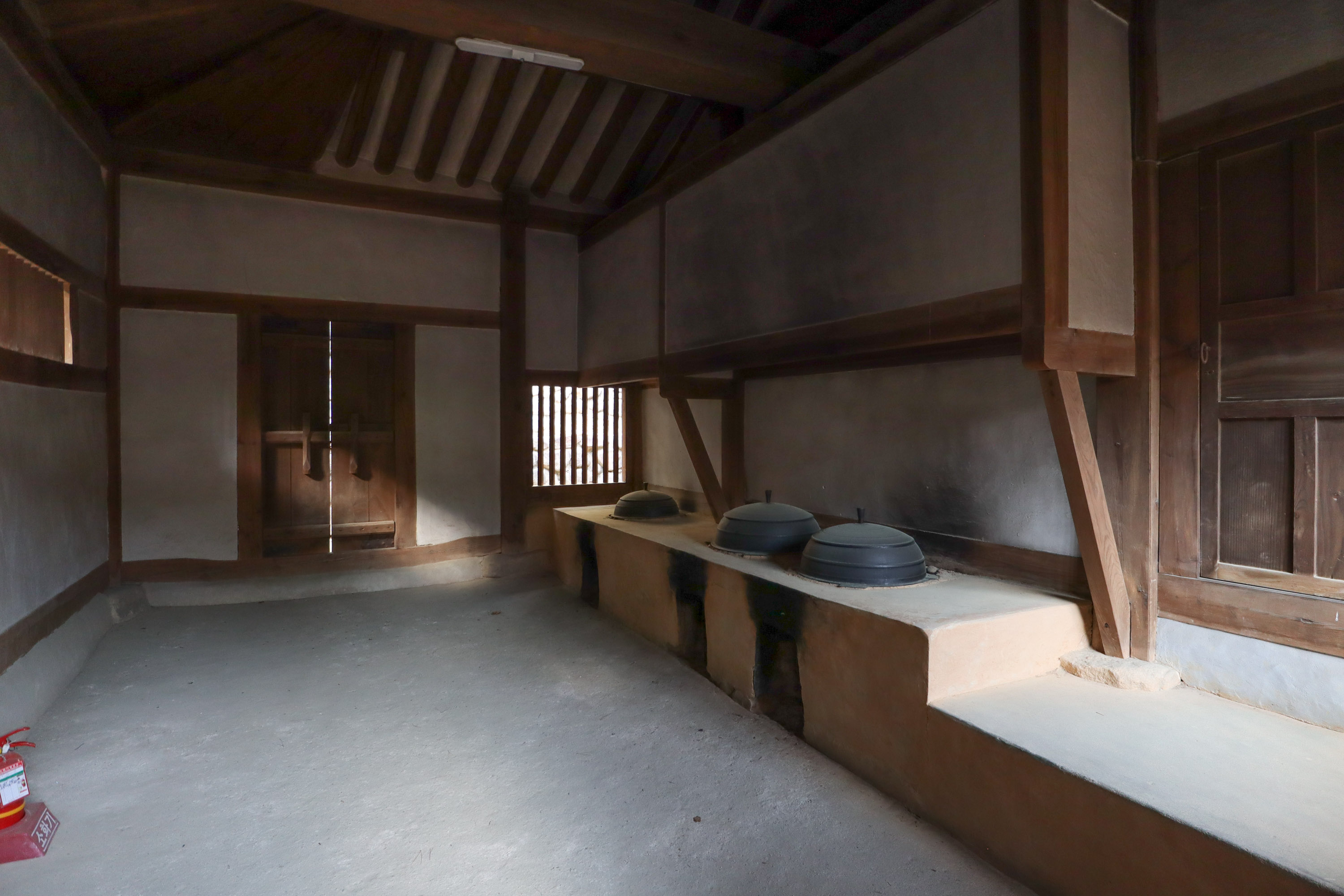

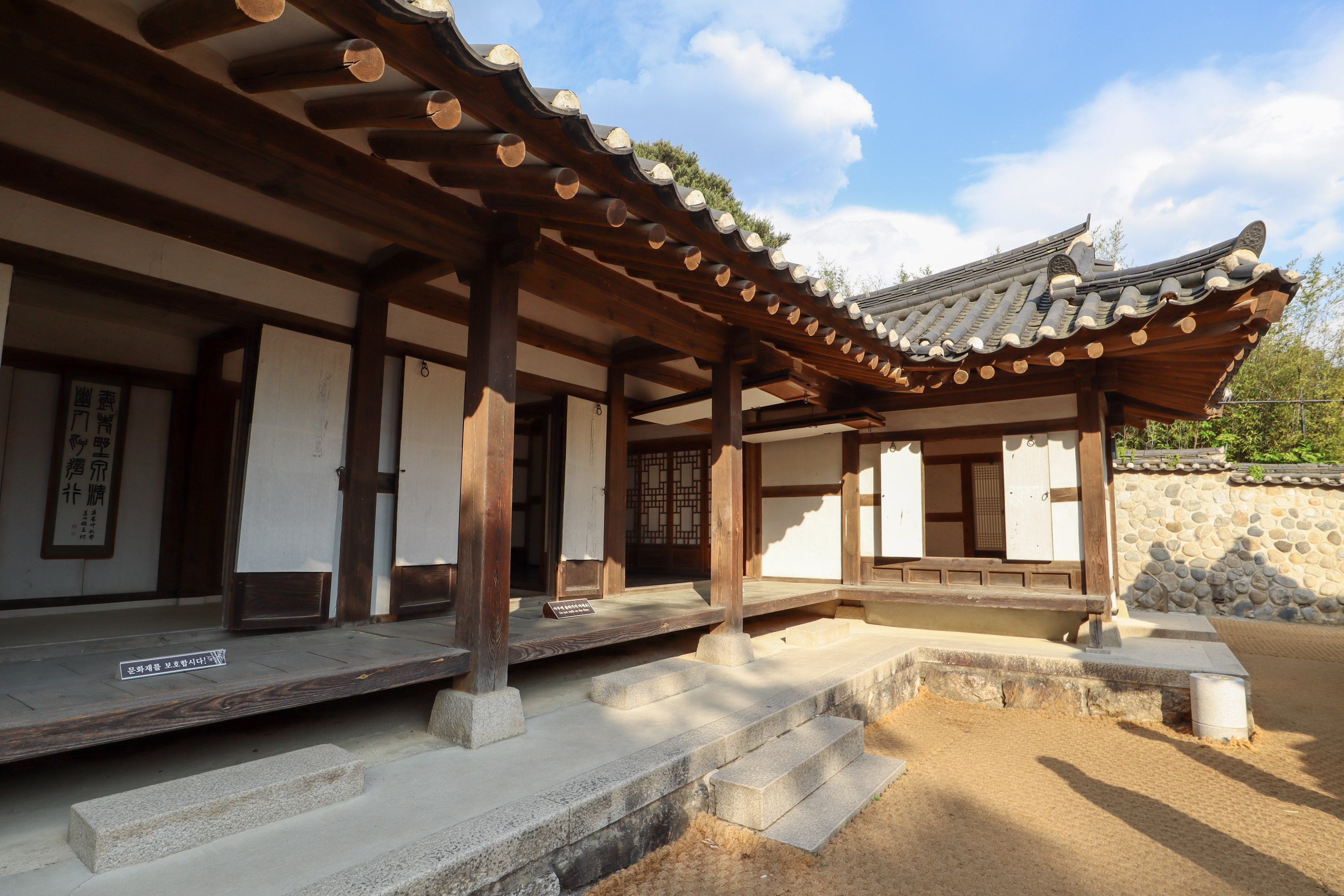
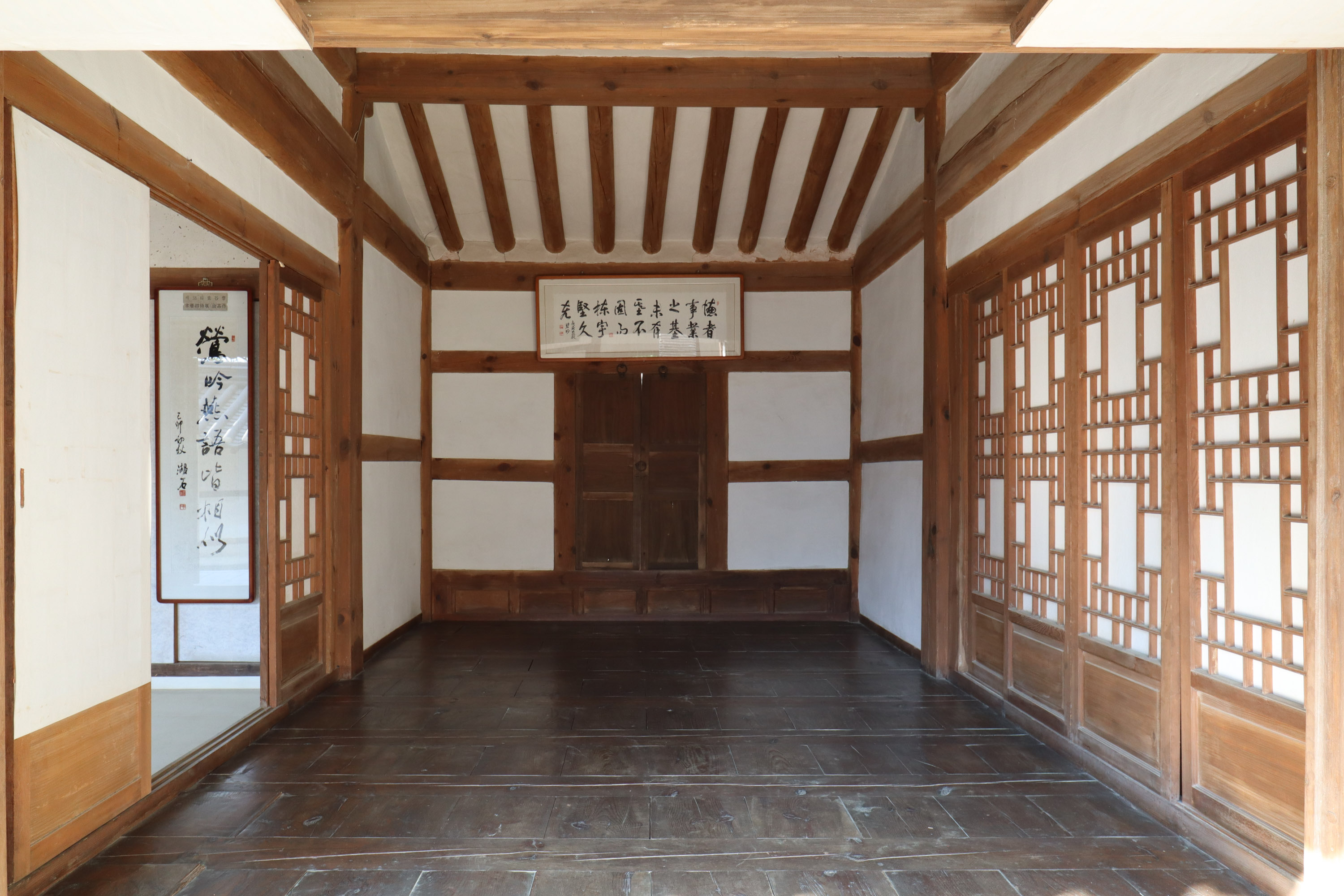
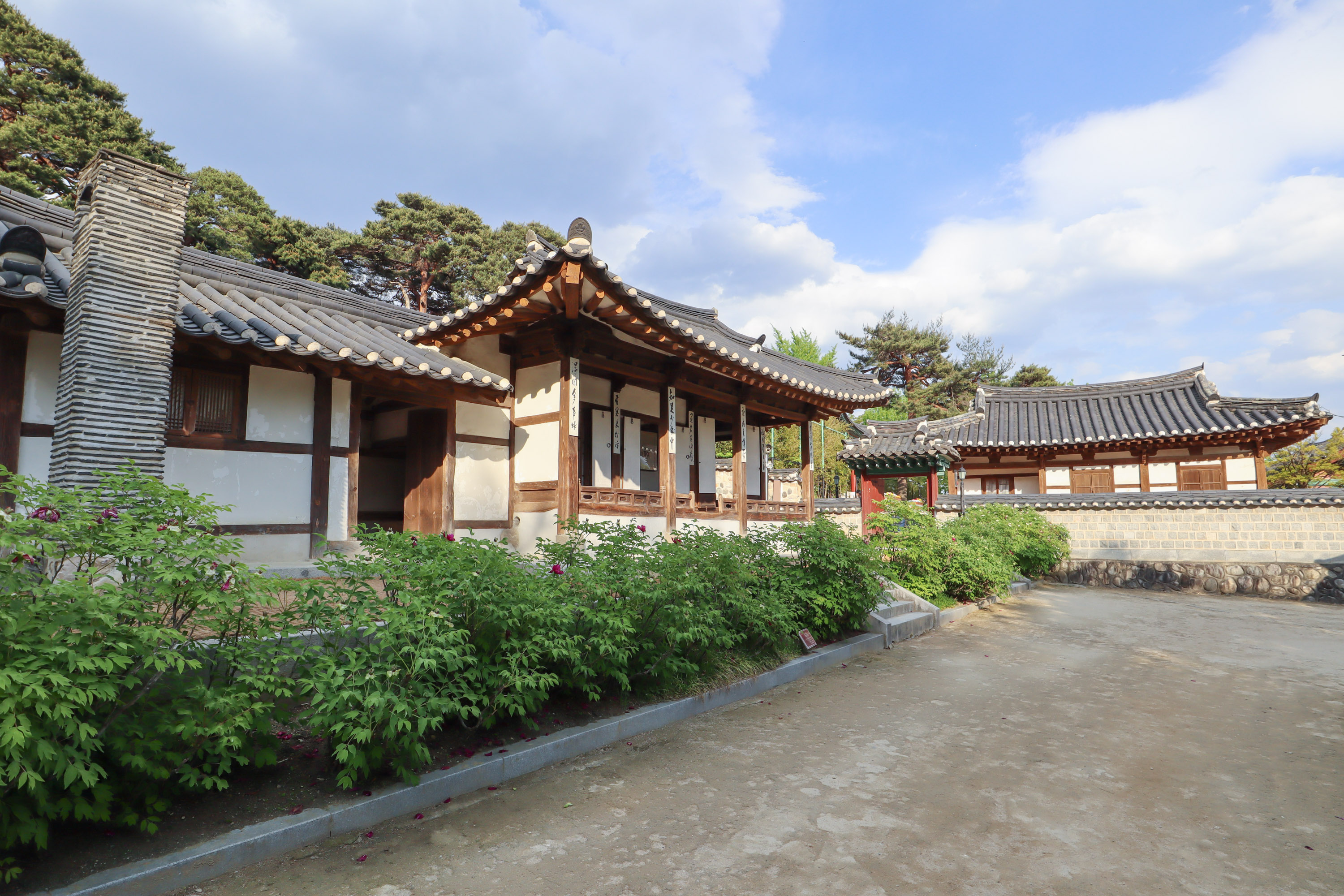
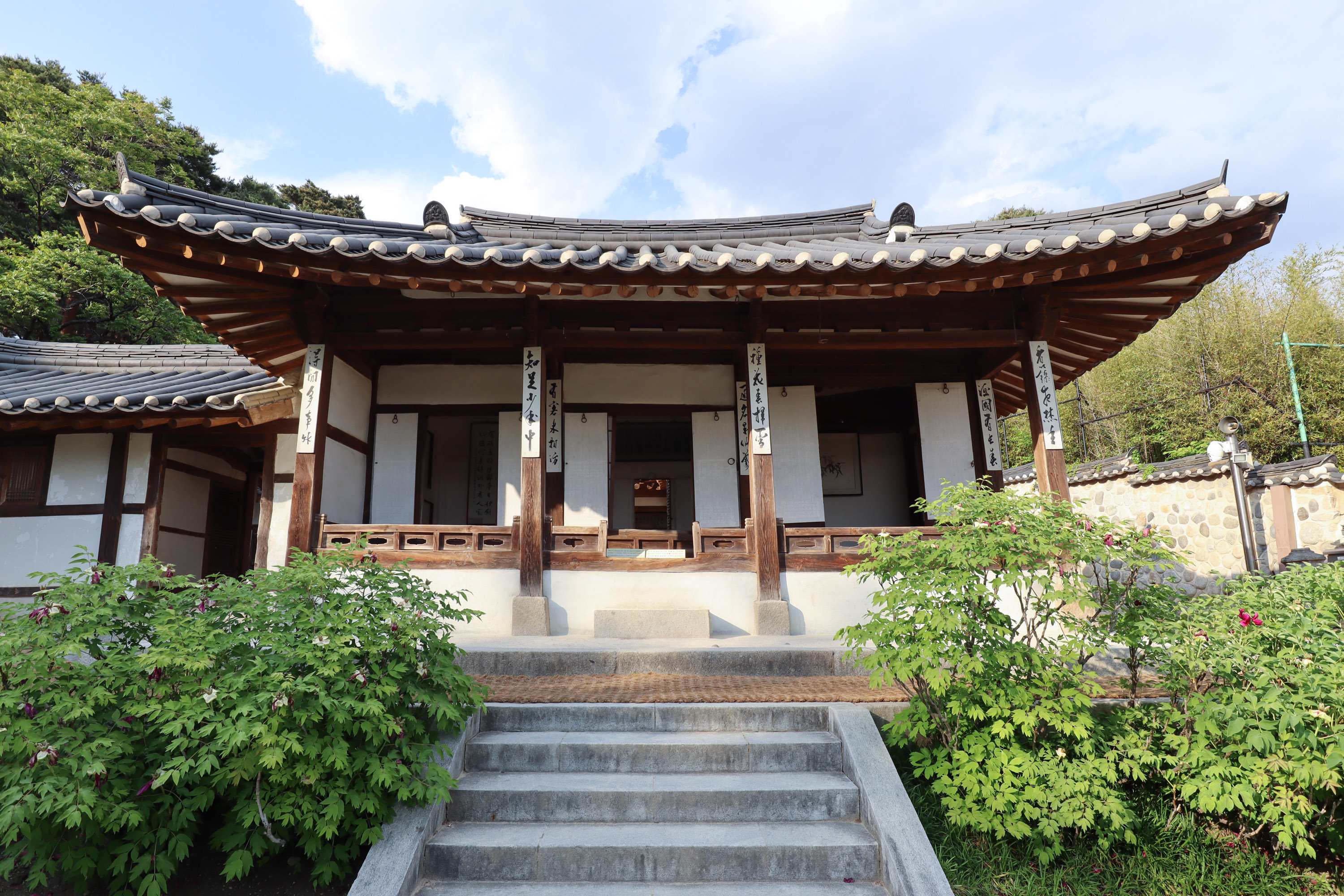

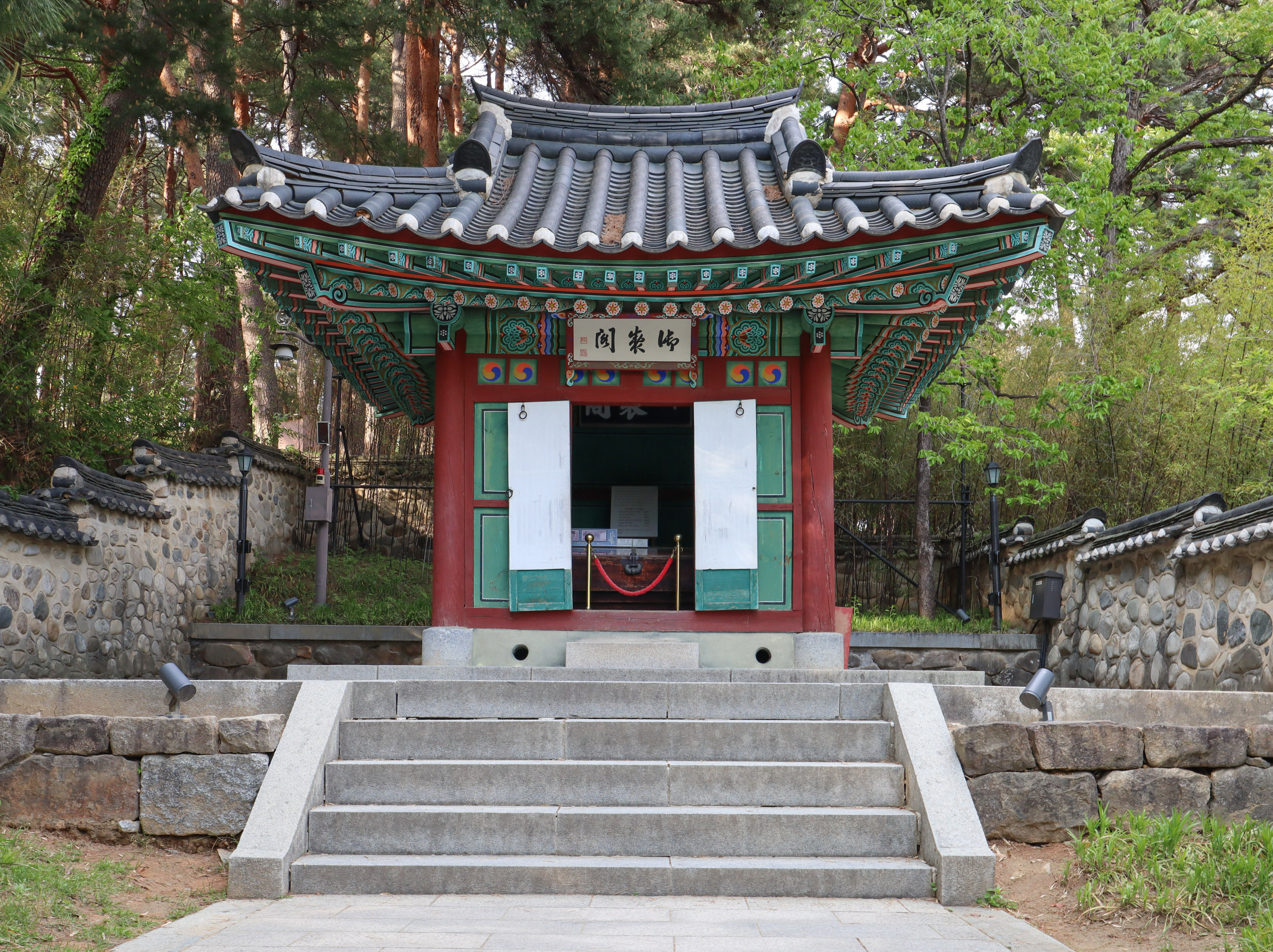
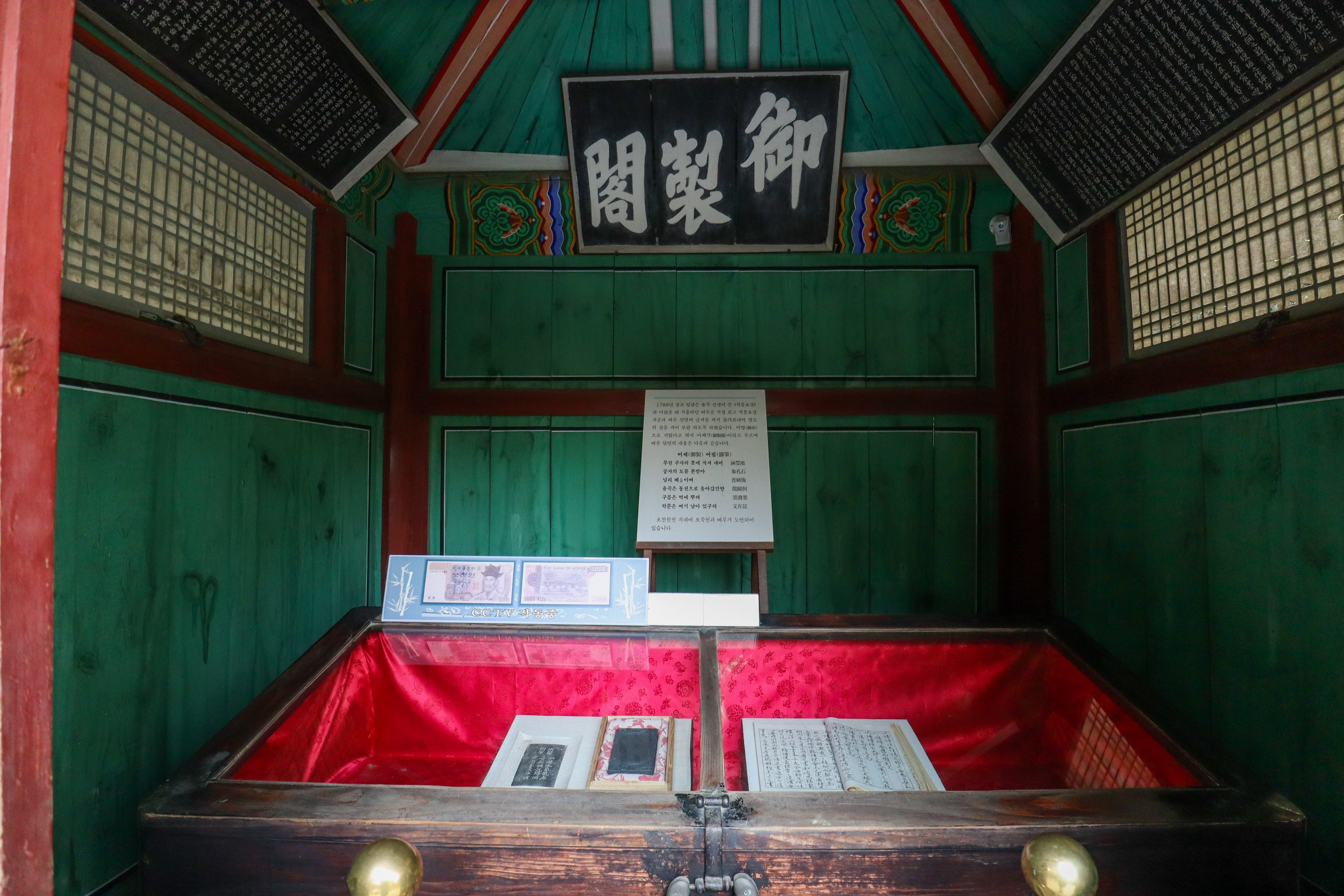
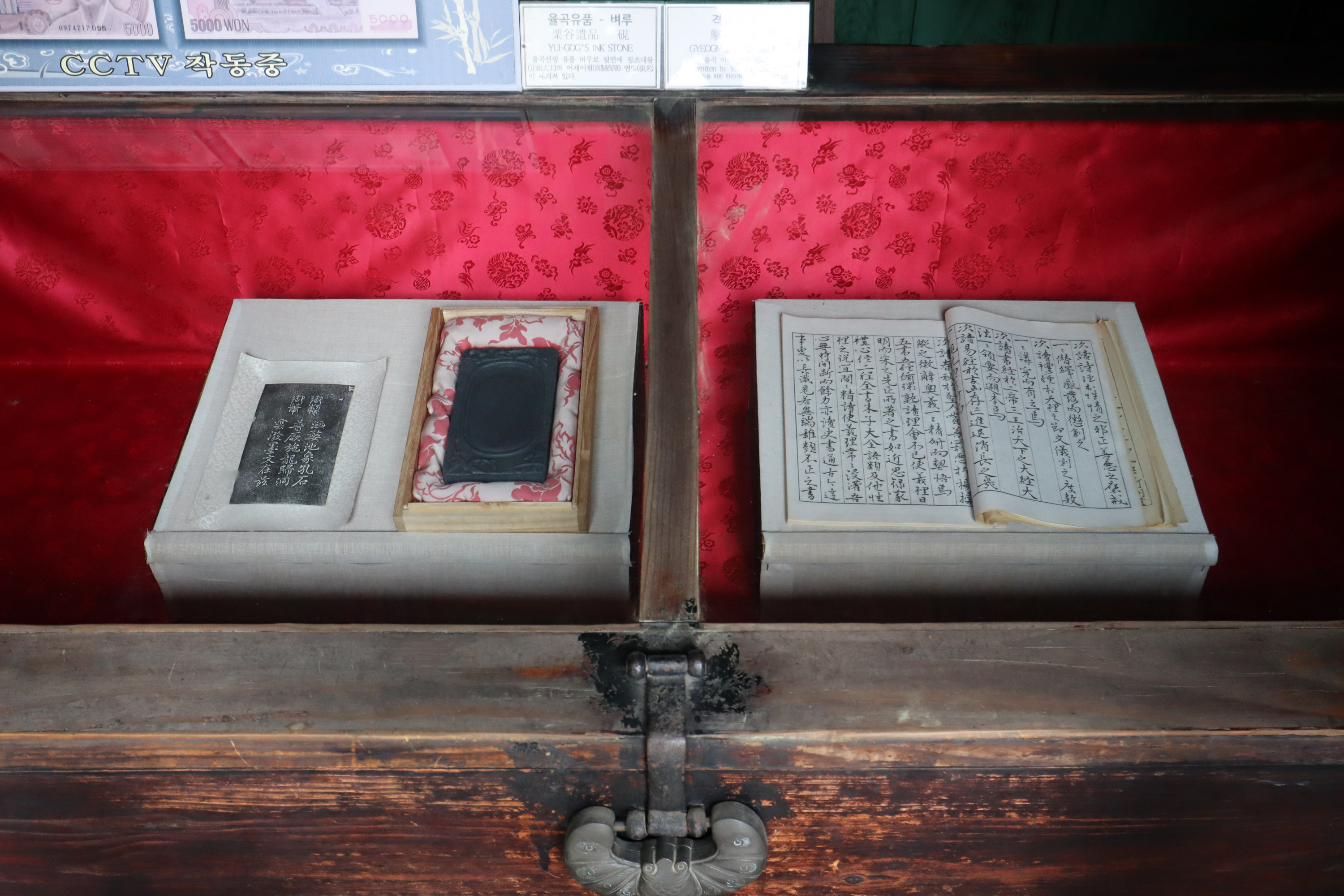

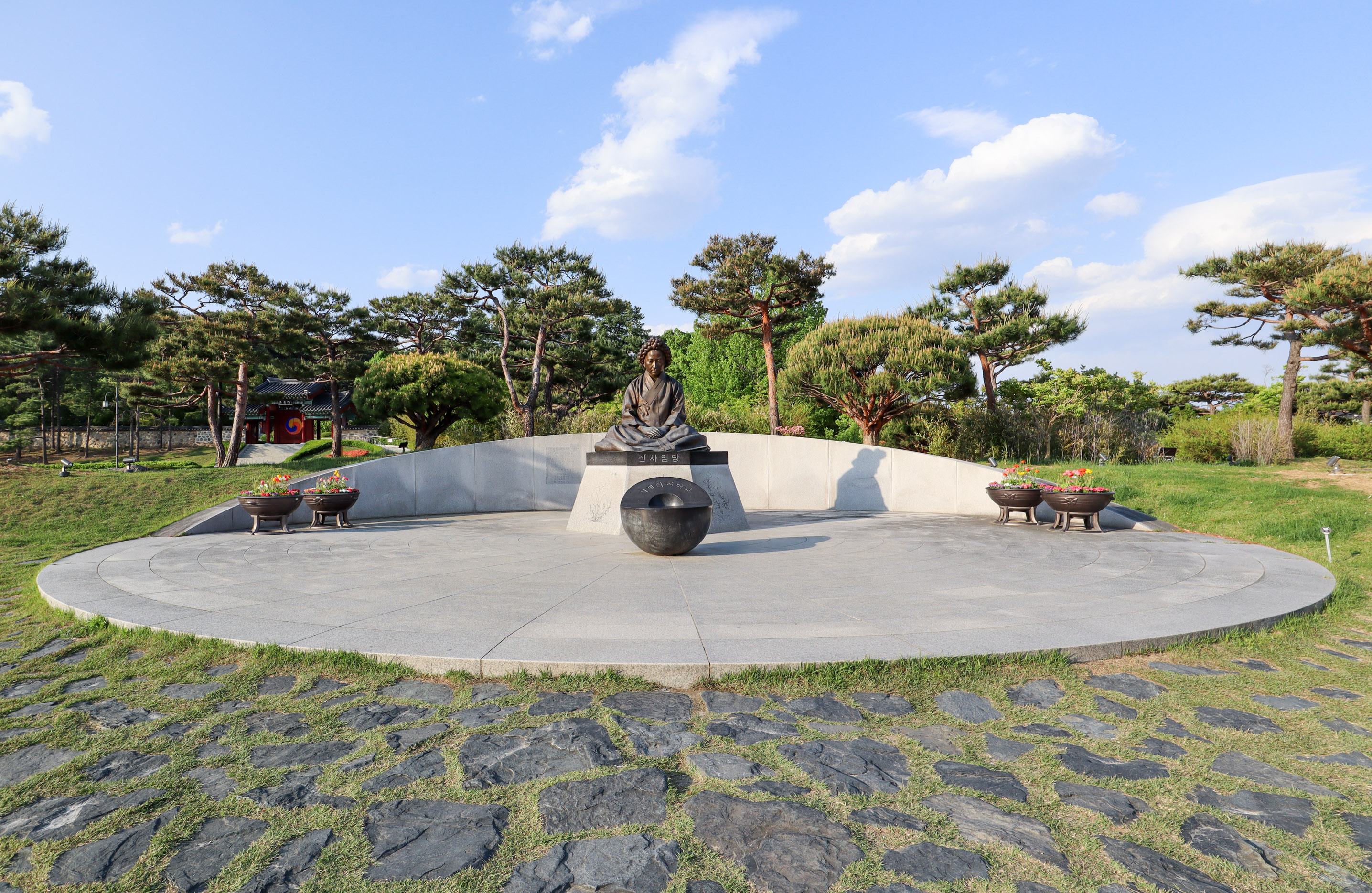
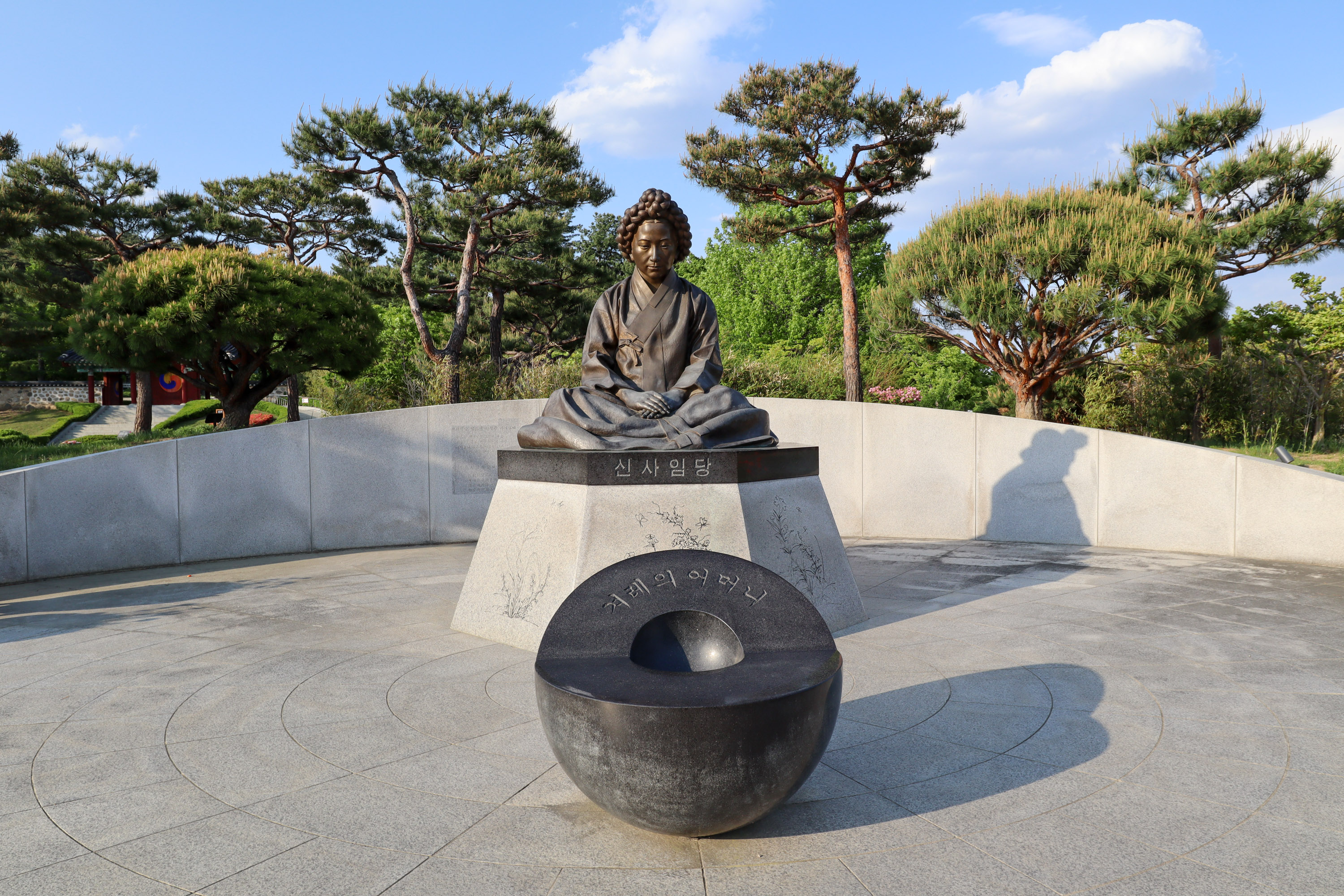

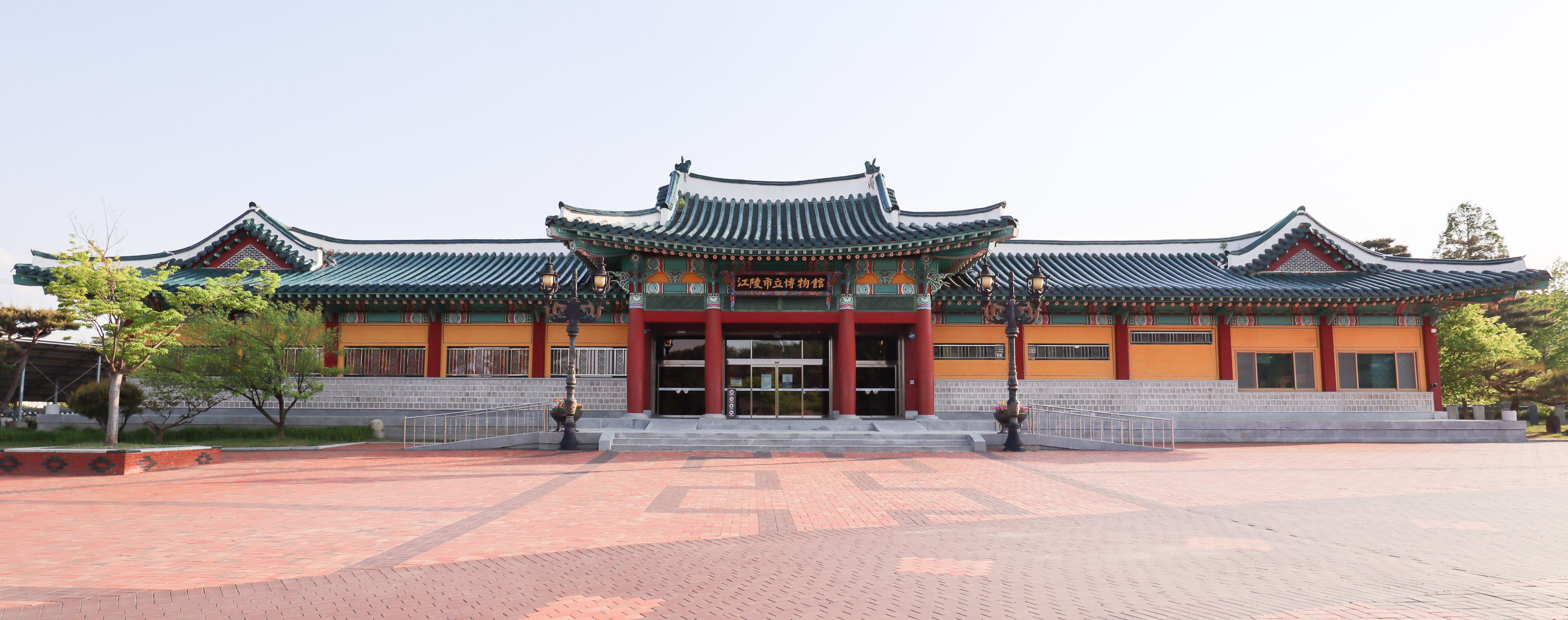
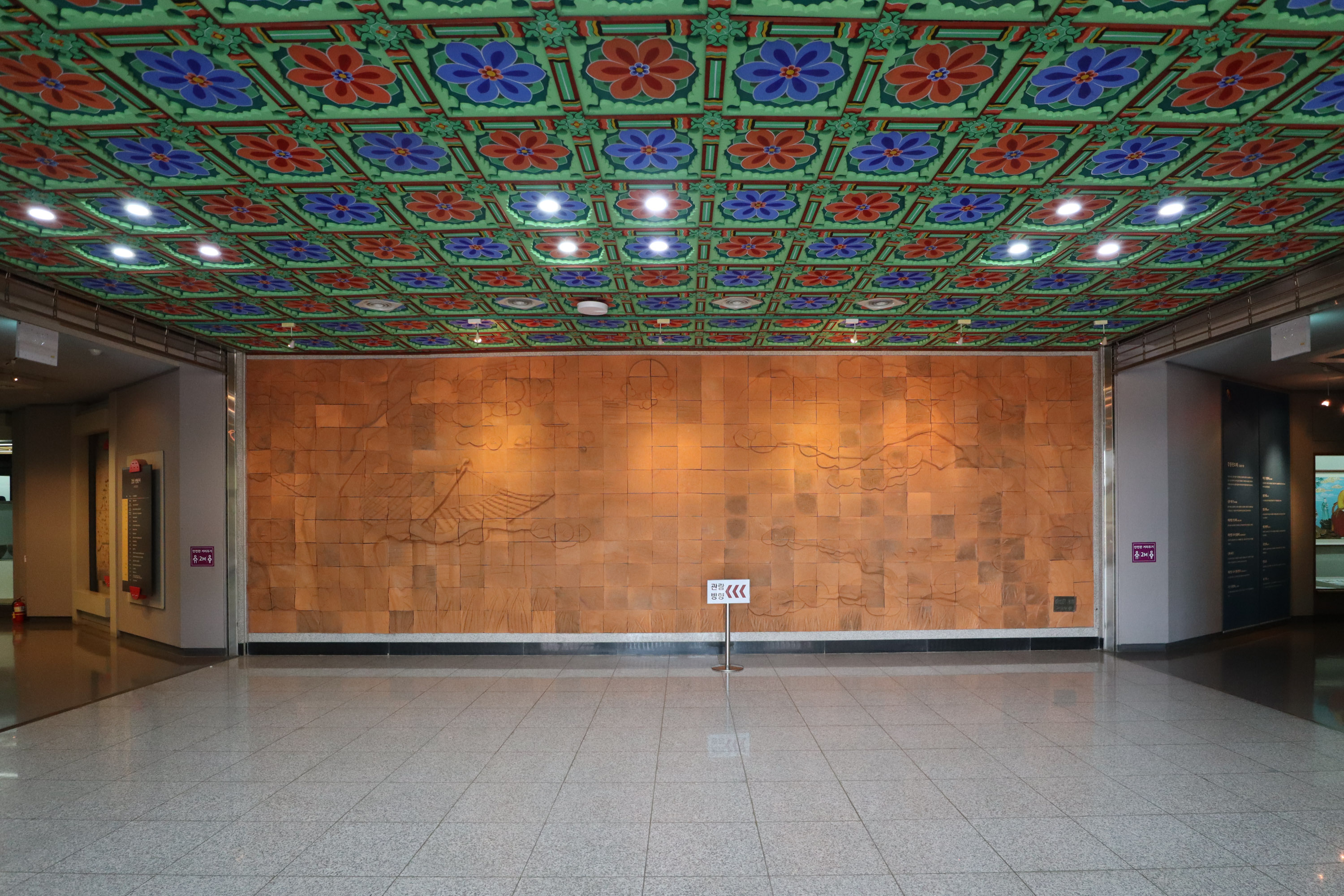
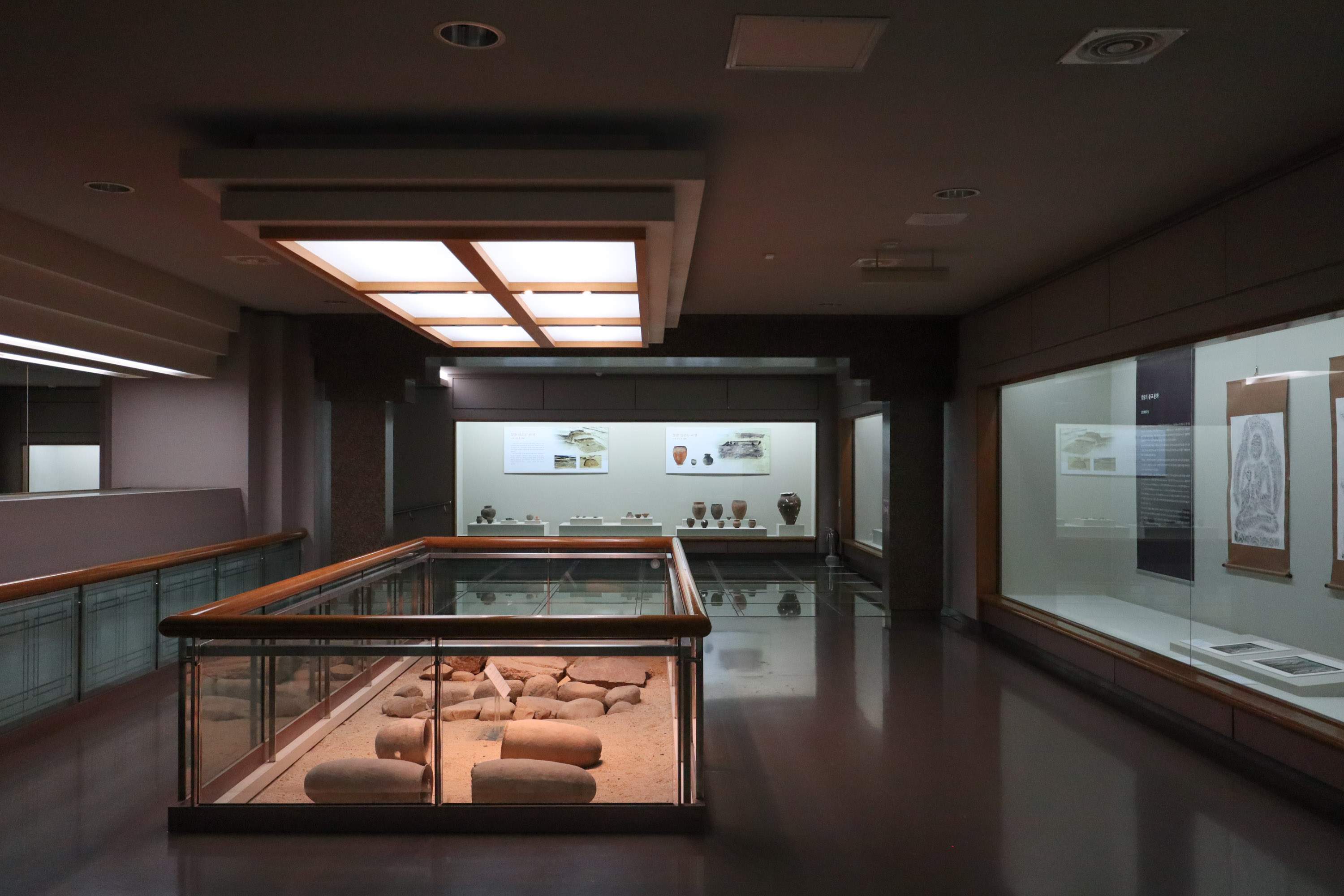

입구

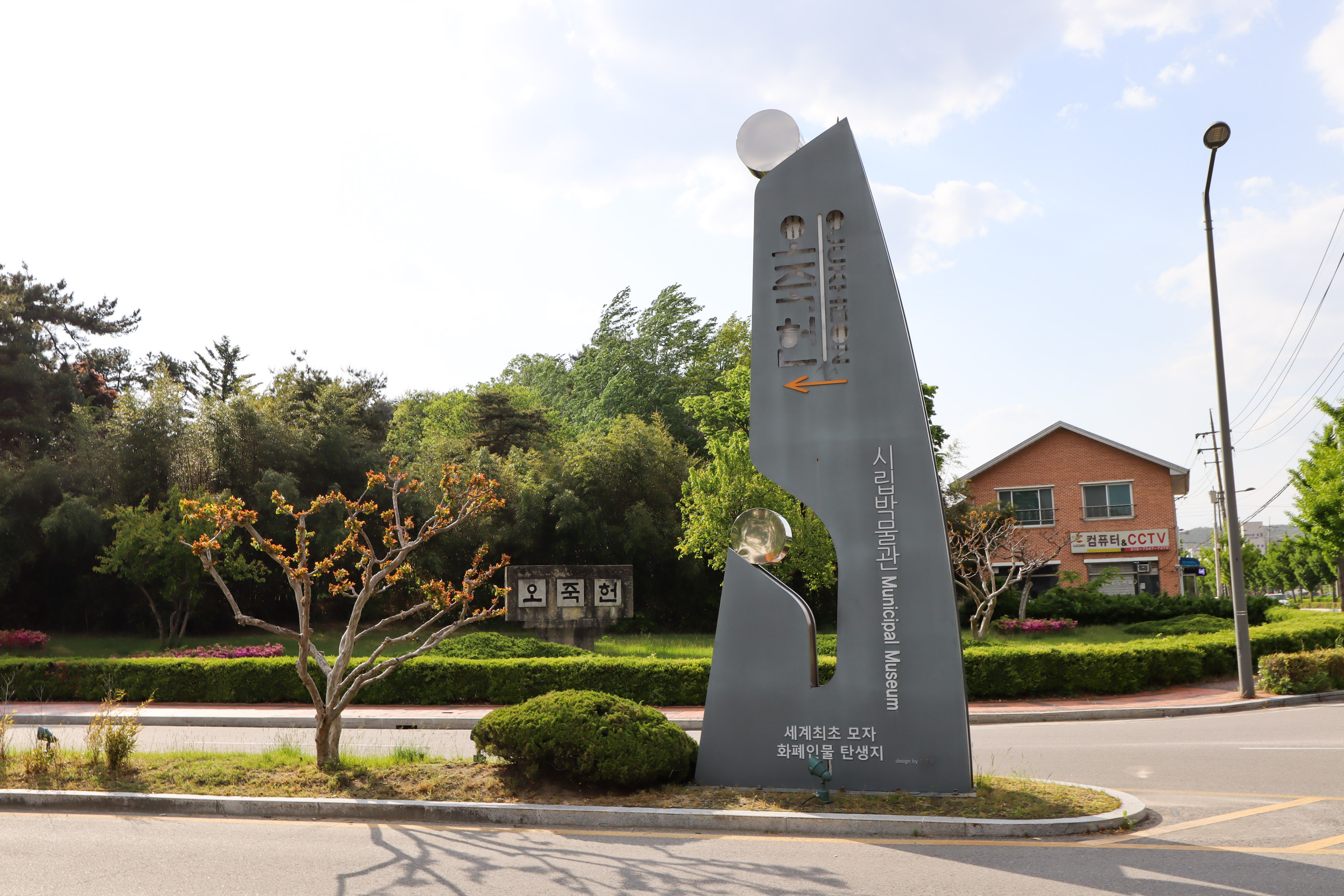
오죽헌 표지판
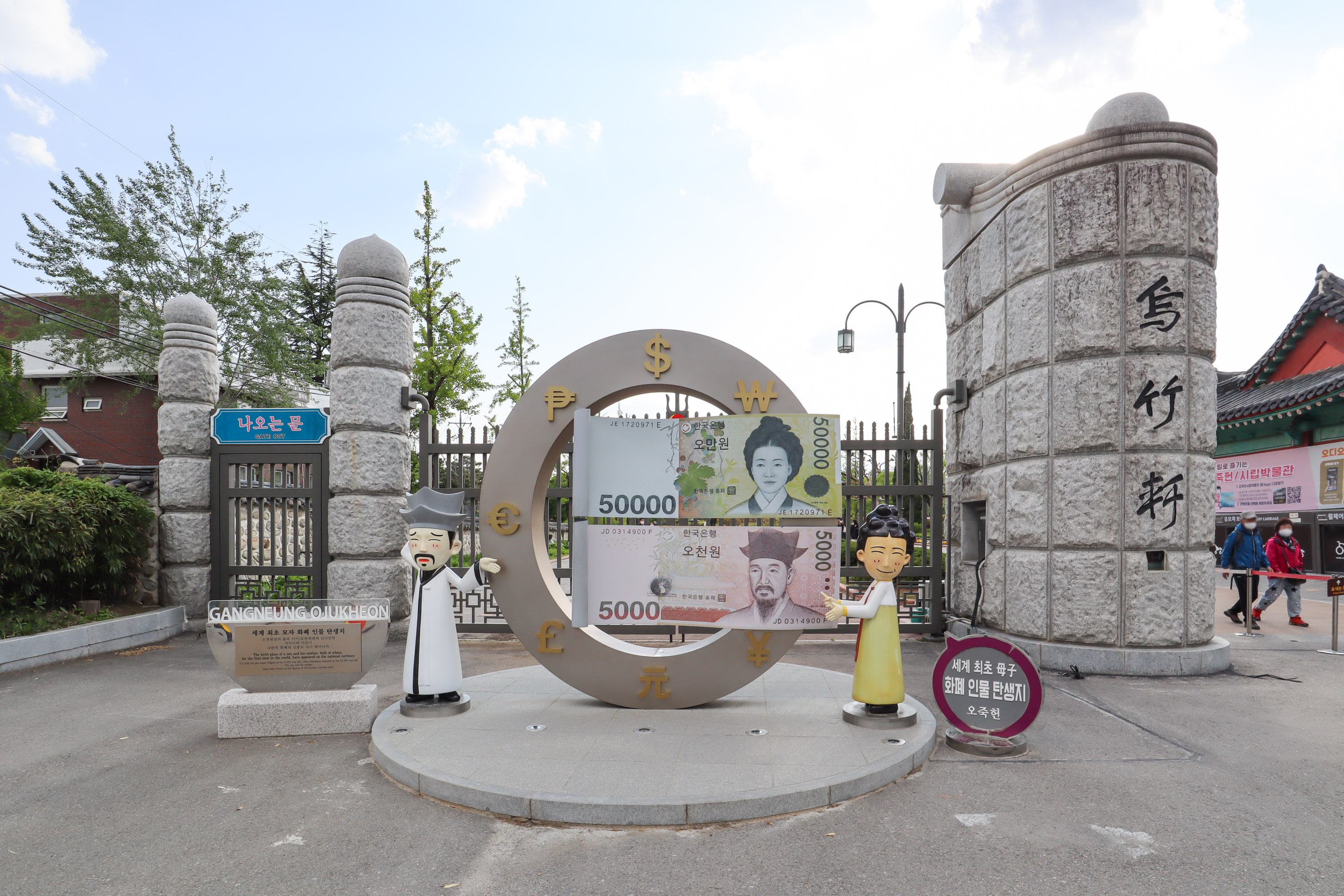
오죽헌 입구
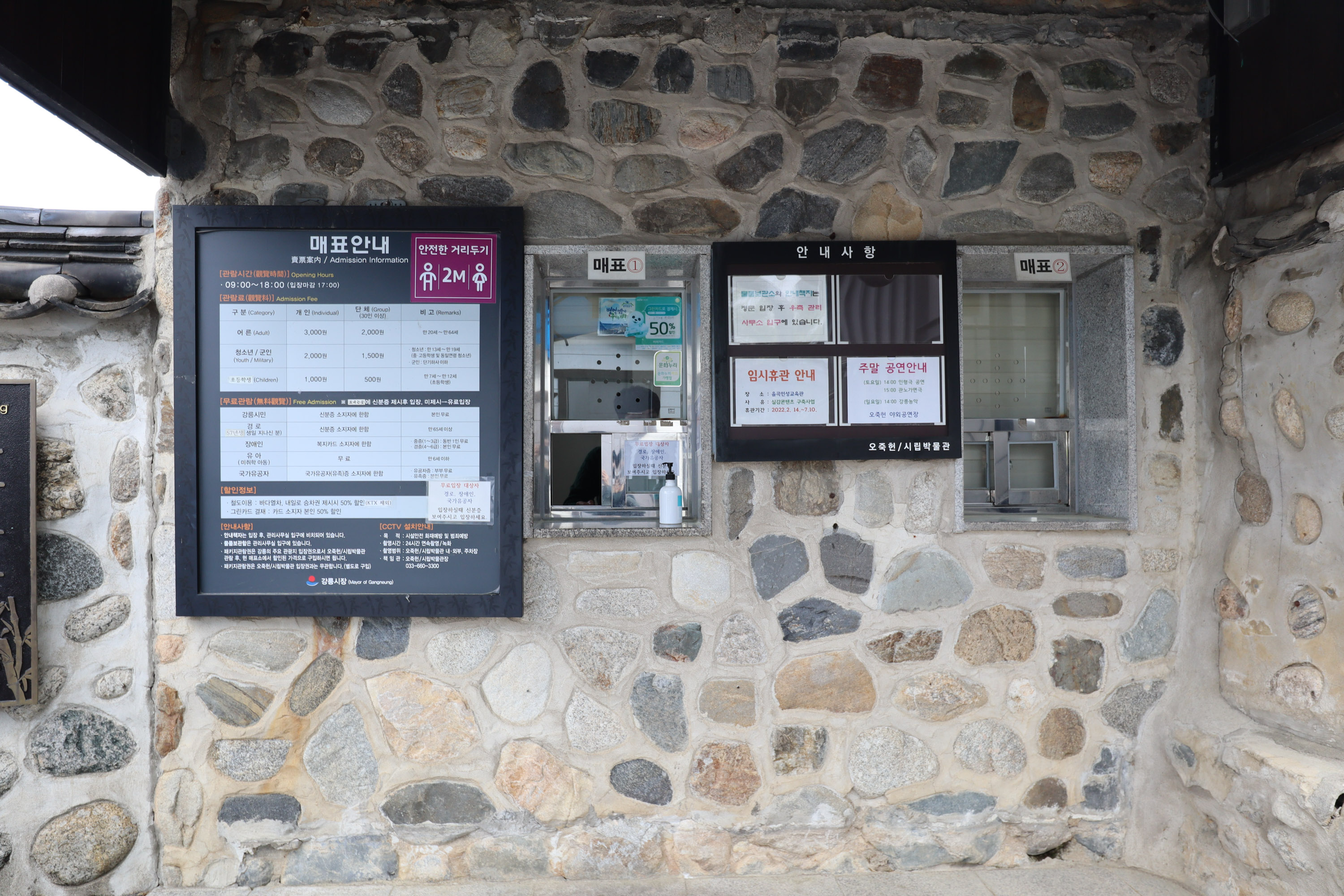
매표소

오죽헌 관리사무실
율곡이이 동상
사임당 빛의 일기 시설물

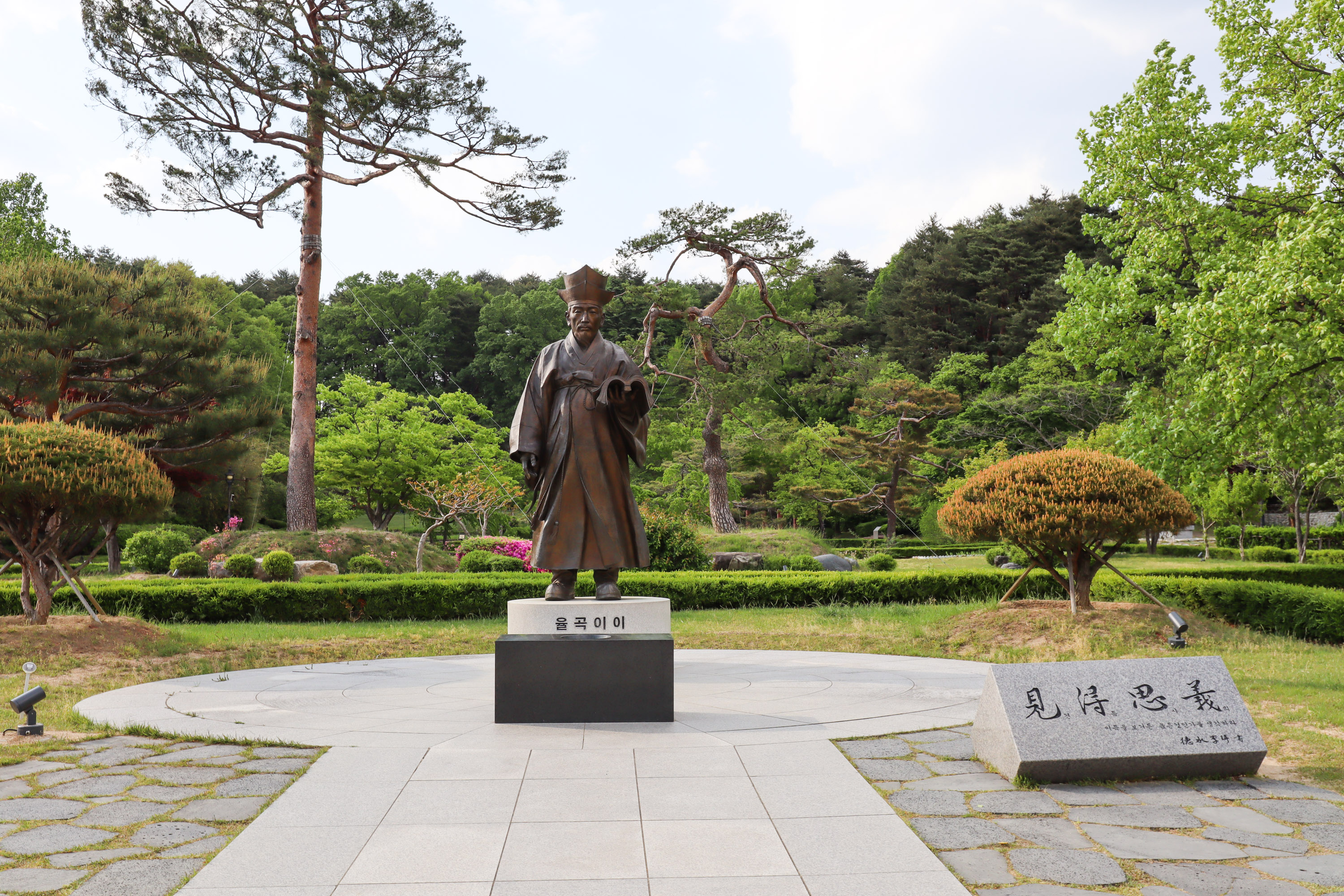

사임당 신씨의 삶을 재해석한 MBC 드라마 '사임당, 빛의 일기'의 촬영지였던 오죽헌에 기념으로 설치된 시설물이다.

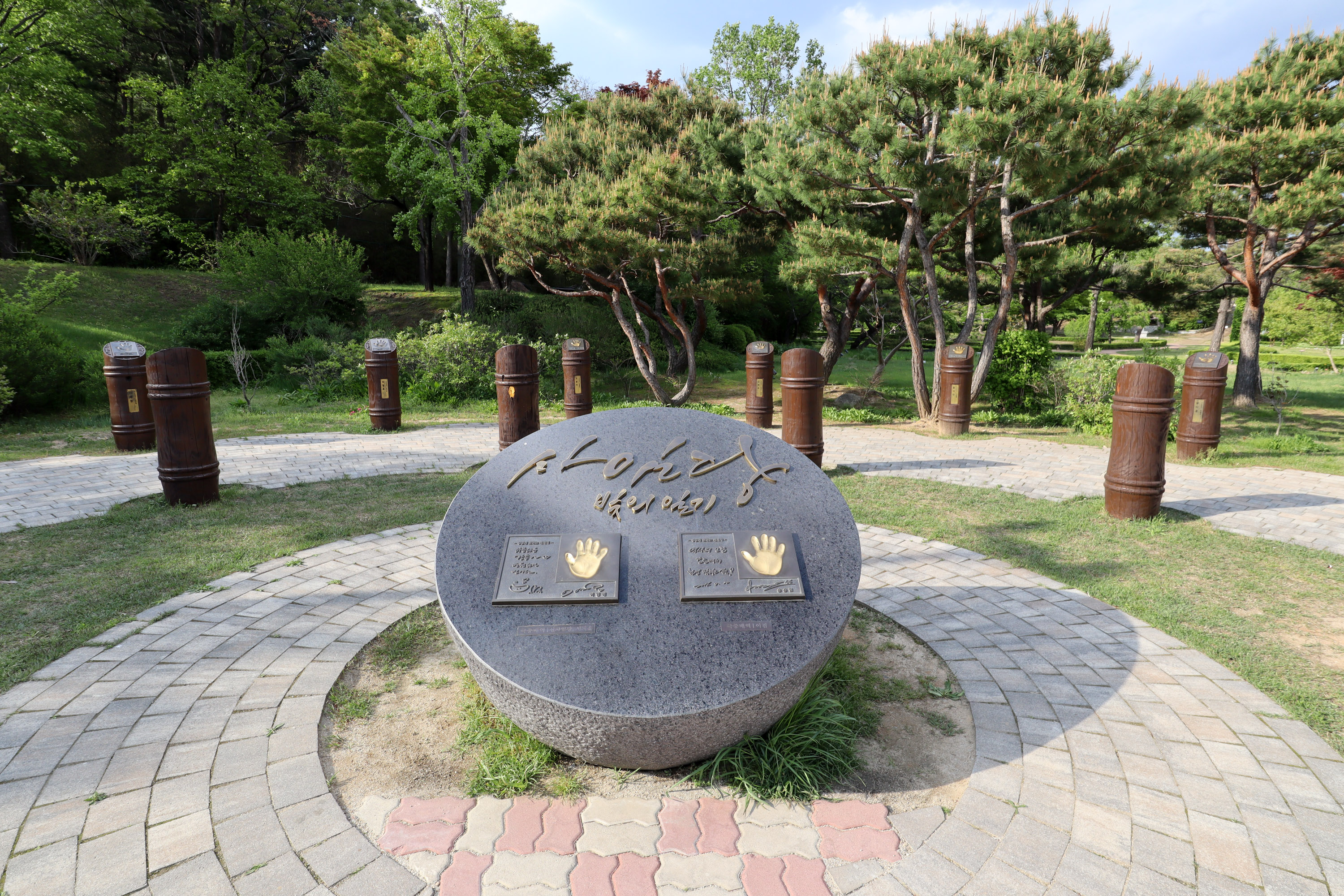
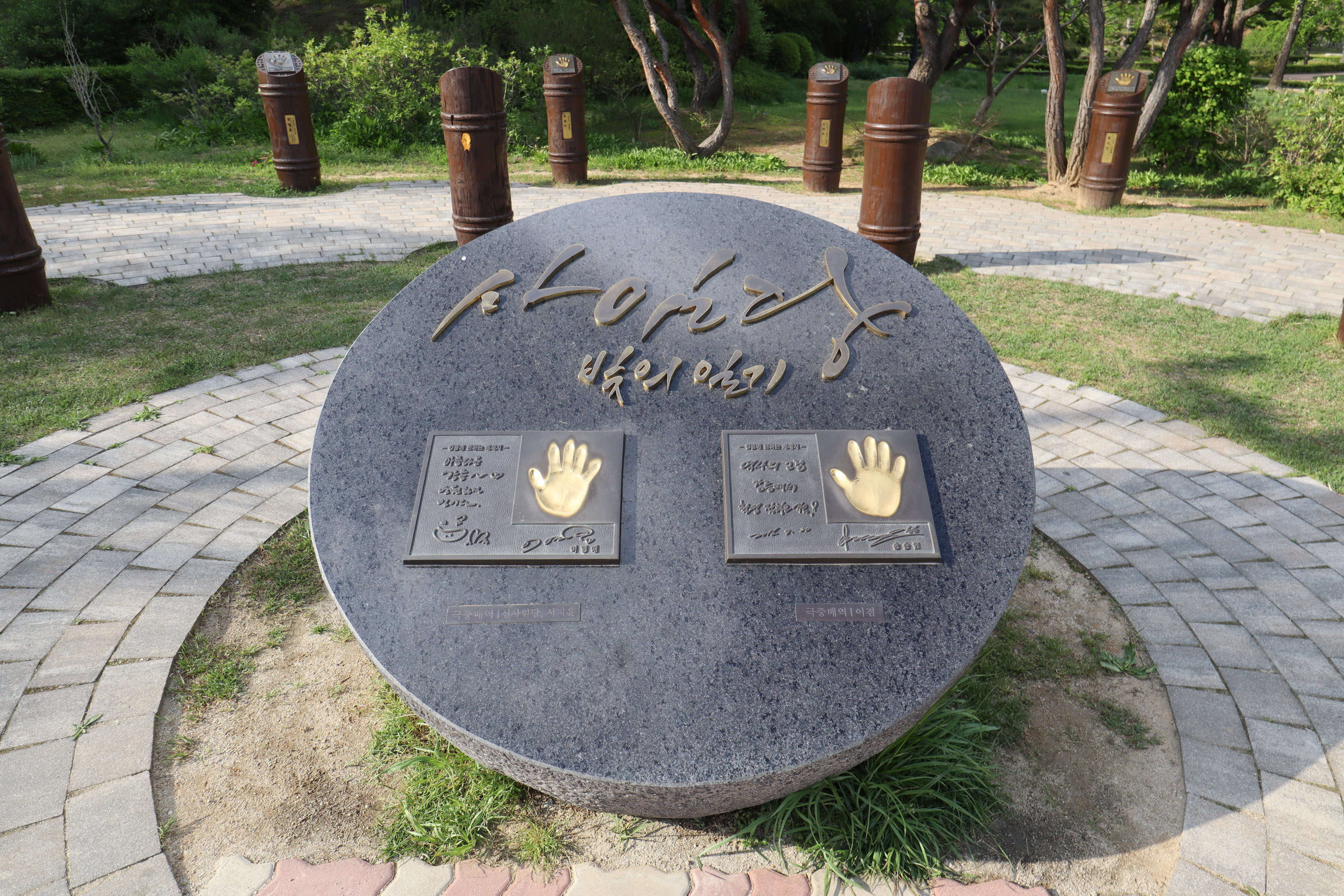
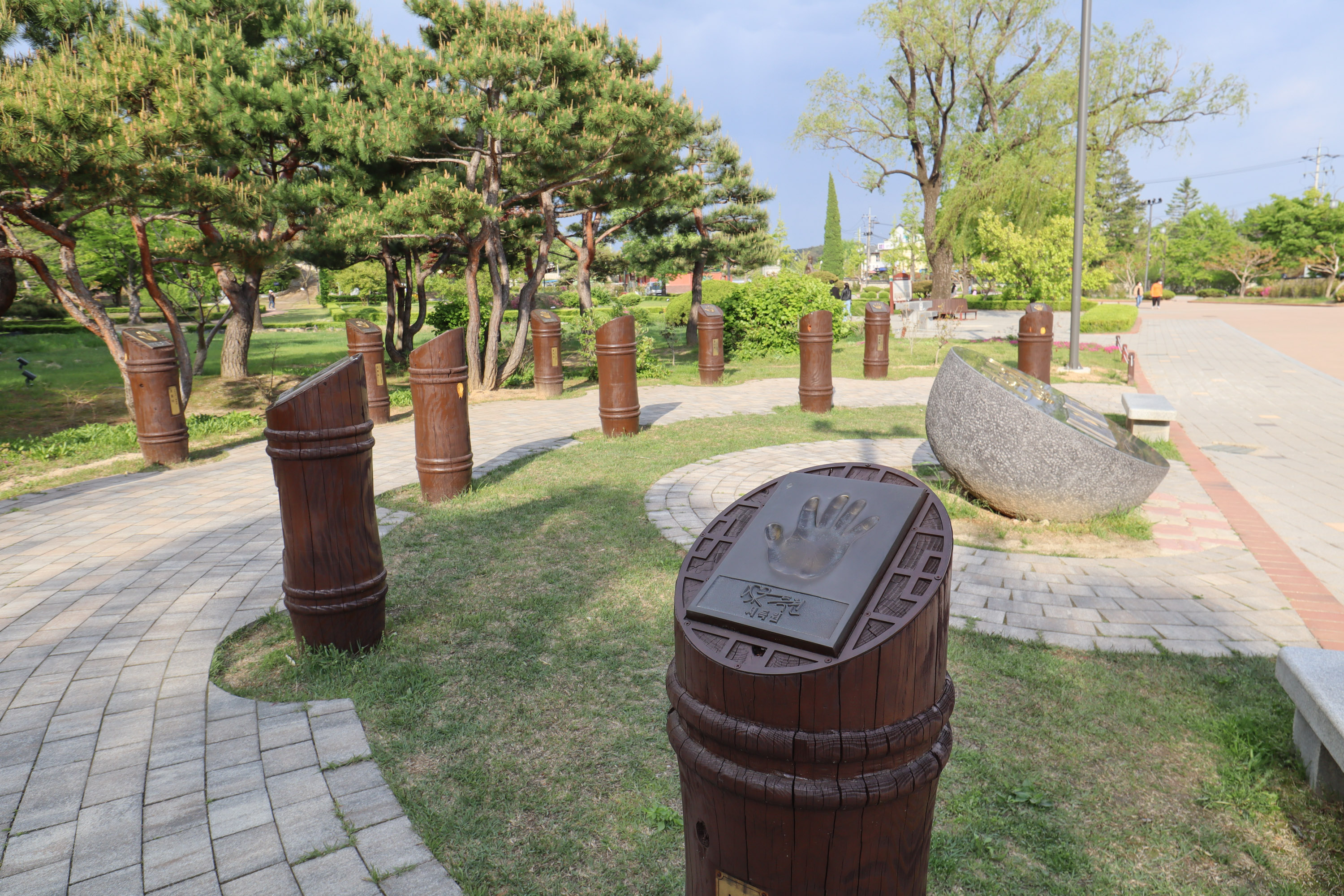
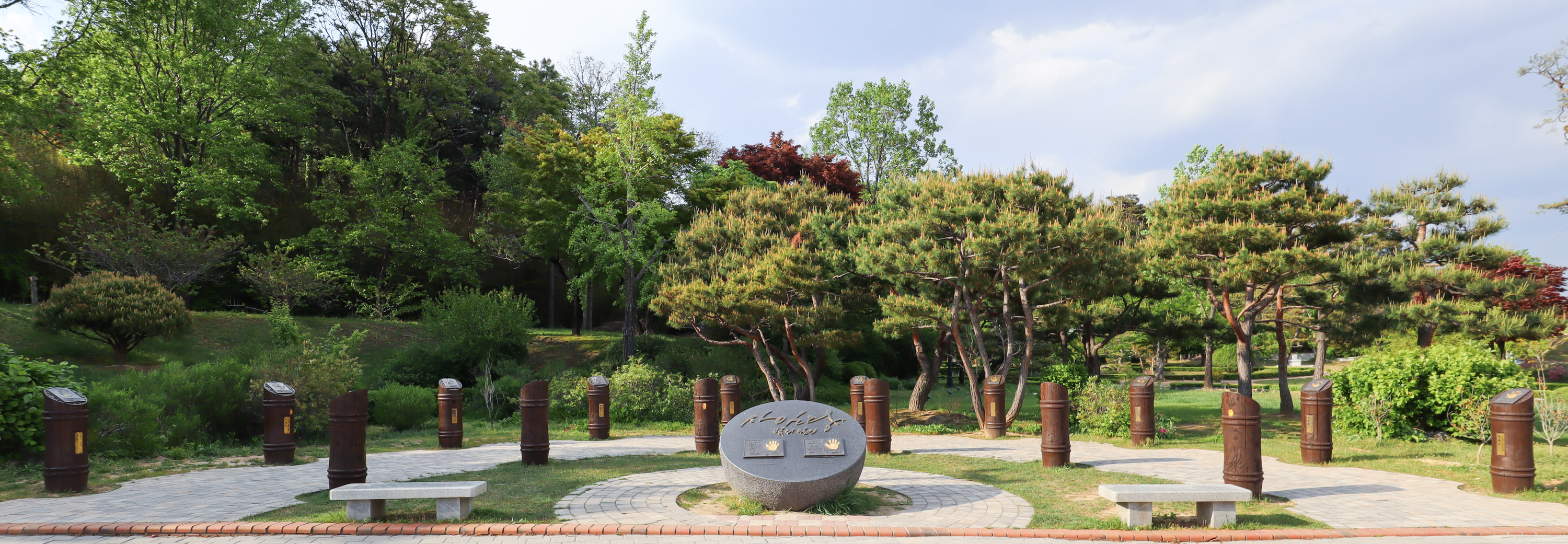

오죽헌 안내판
유적정화기념비
자경문

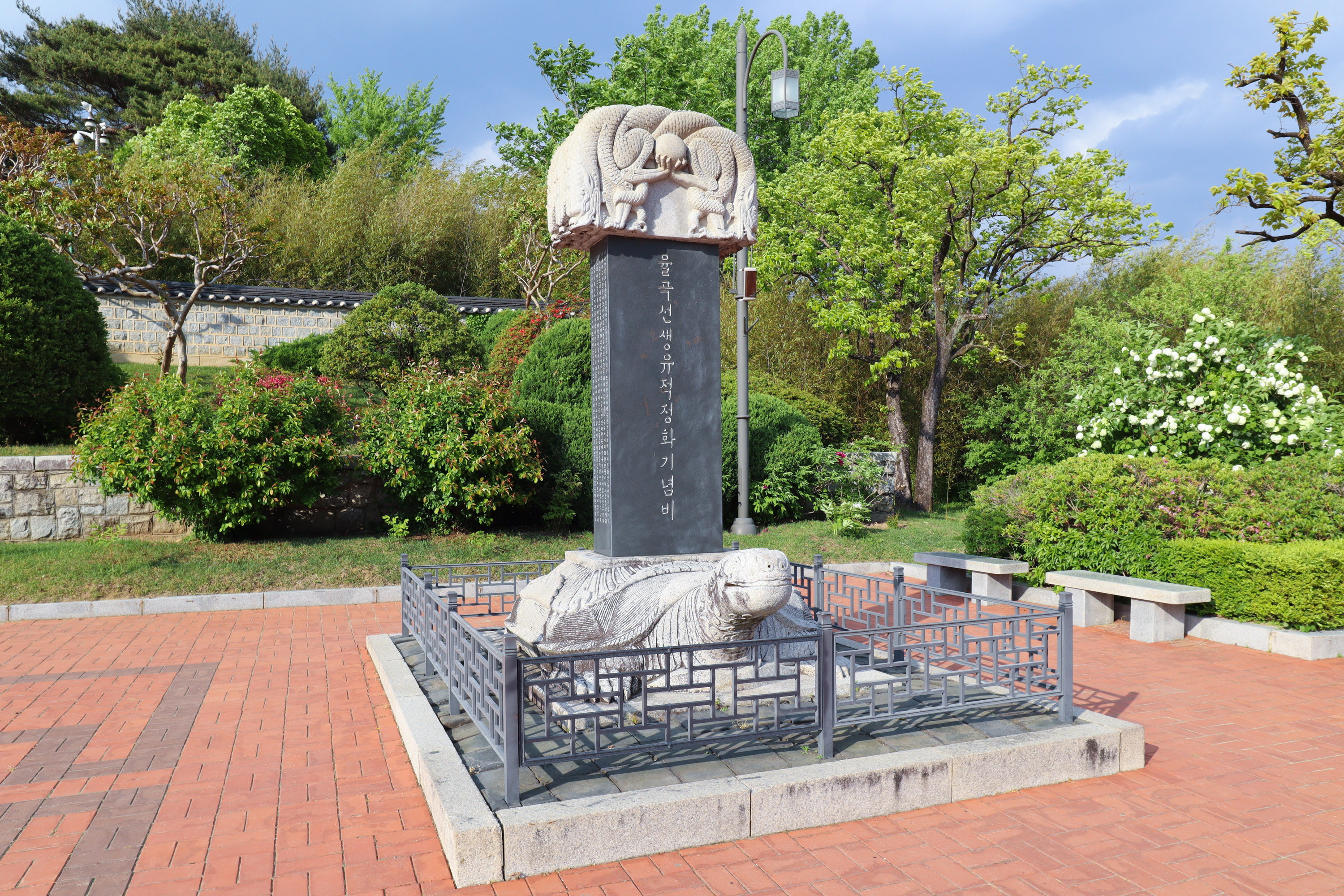
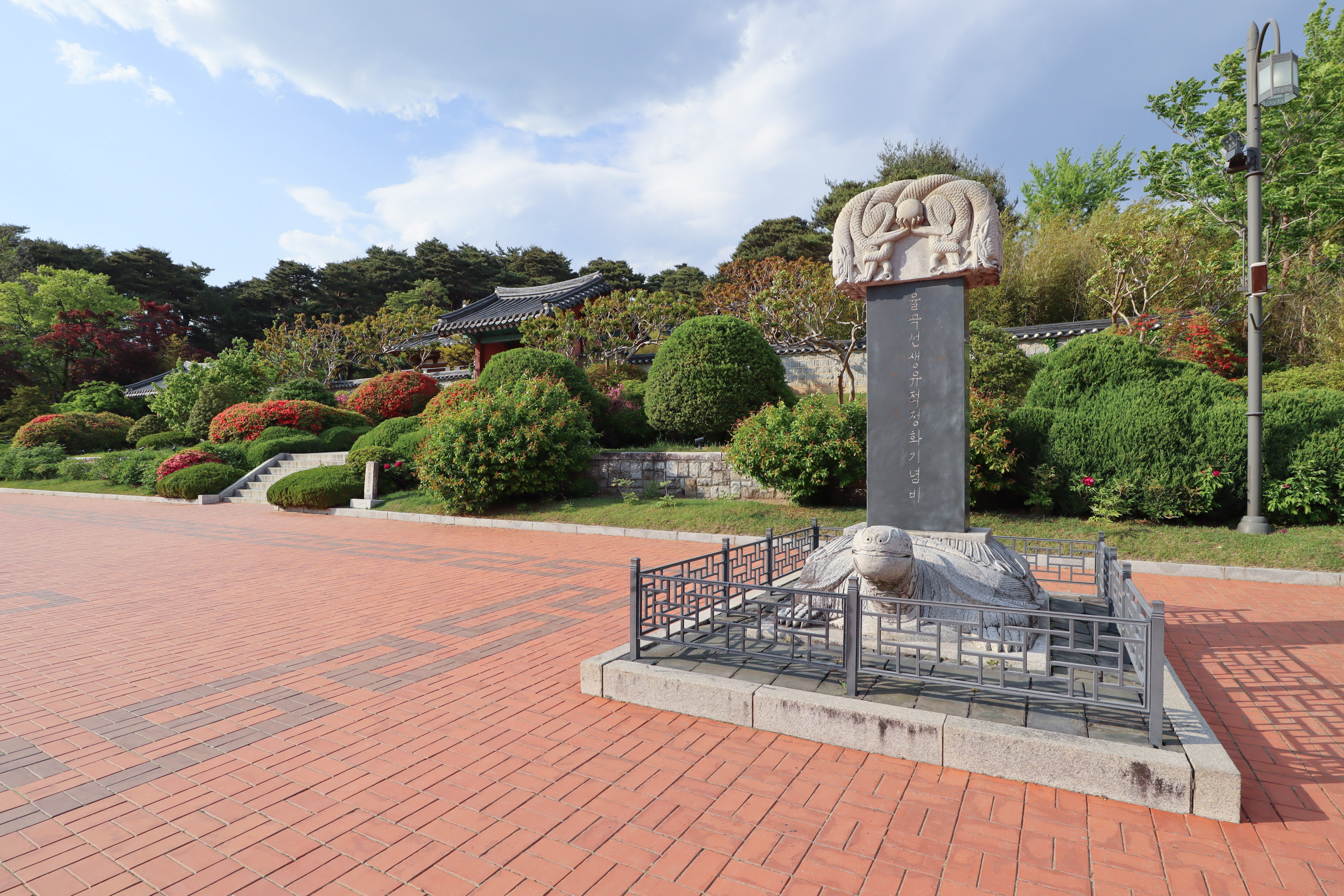

자경문은 율곡 이이가 '스스로 경계하는 글'이라는 의미로 지은 '자경문(自警文)'에서 따온 이름이다.
오죽헌

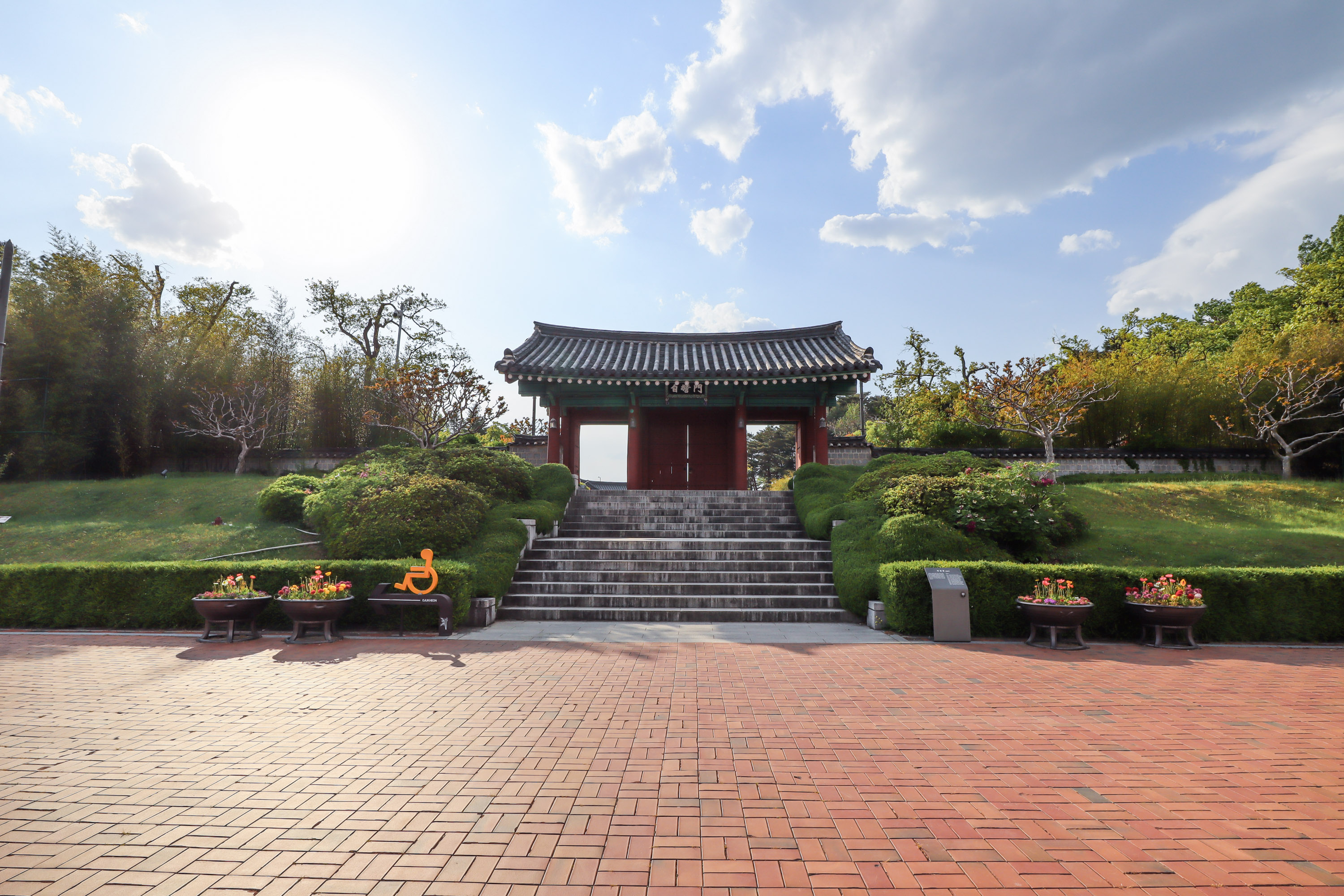
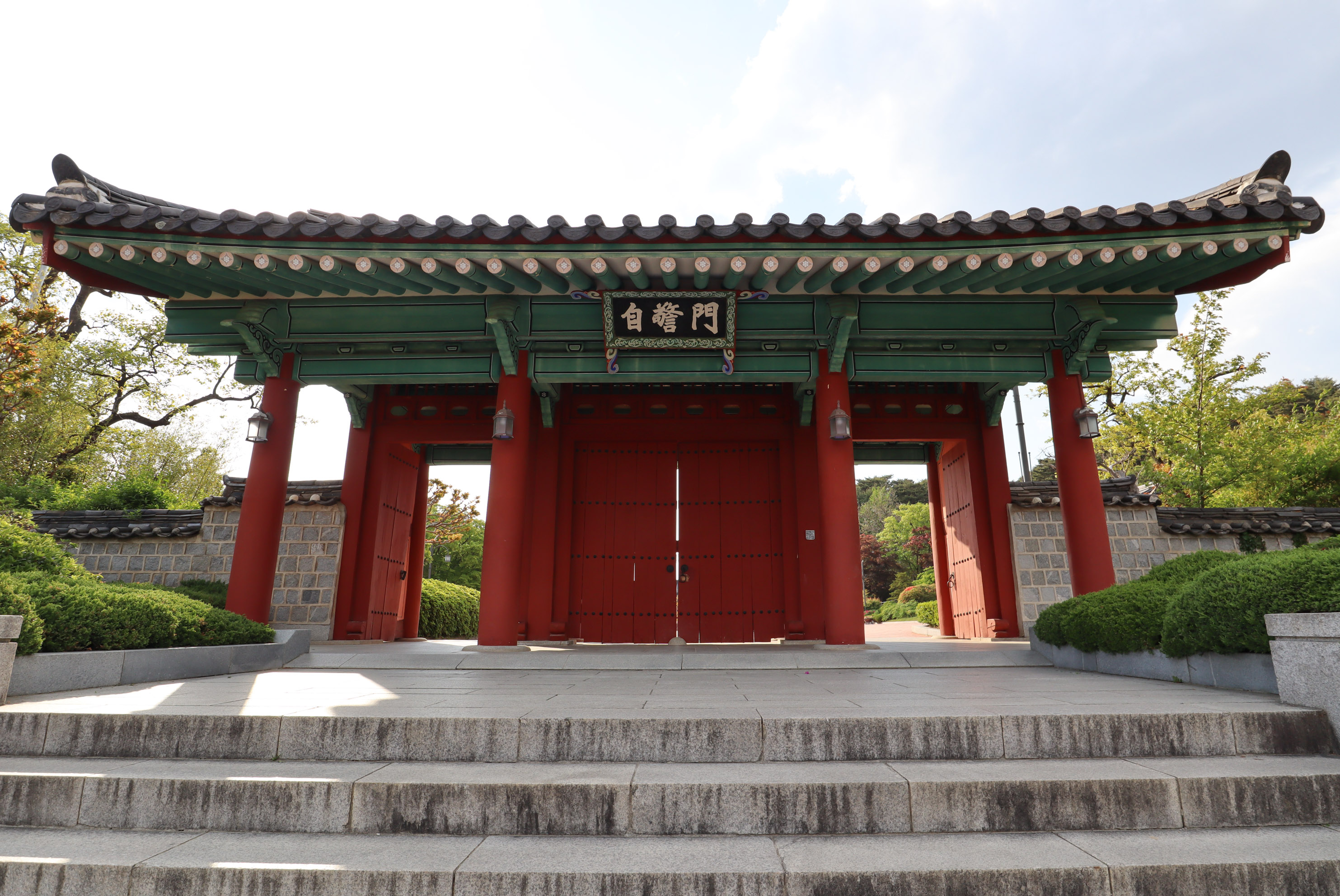
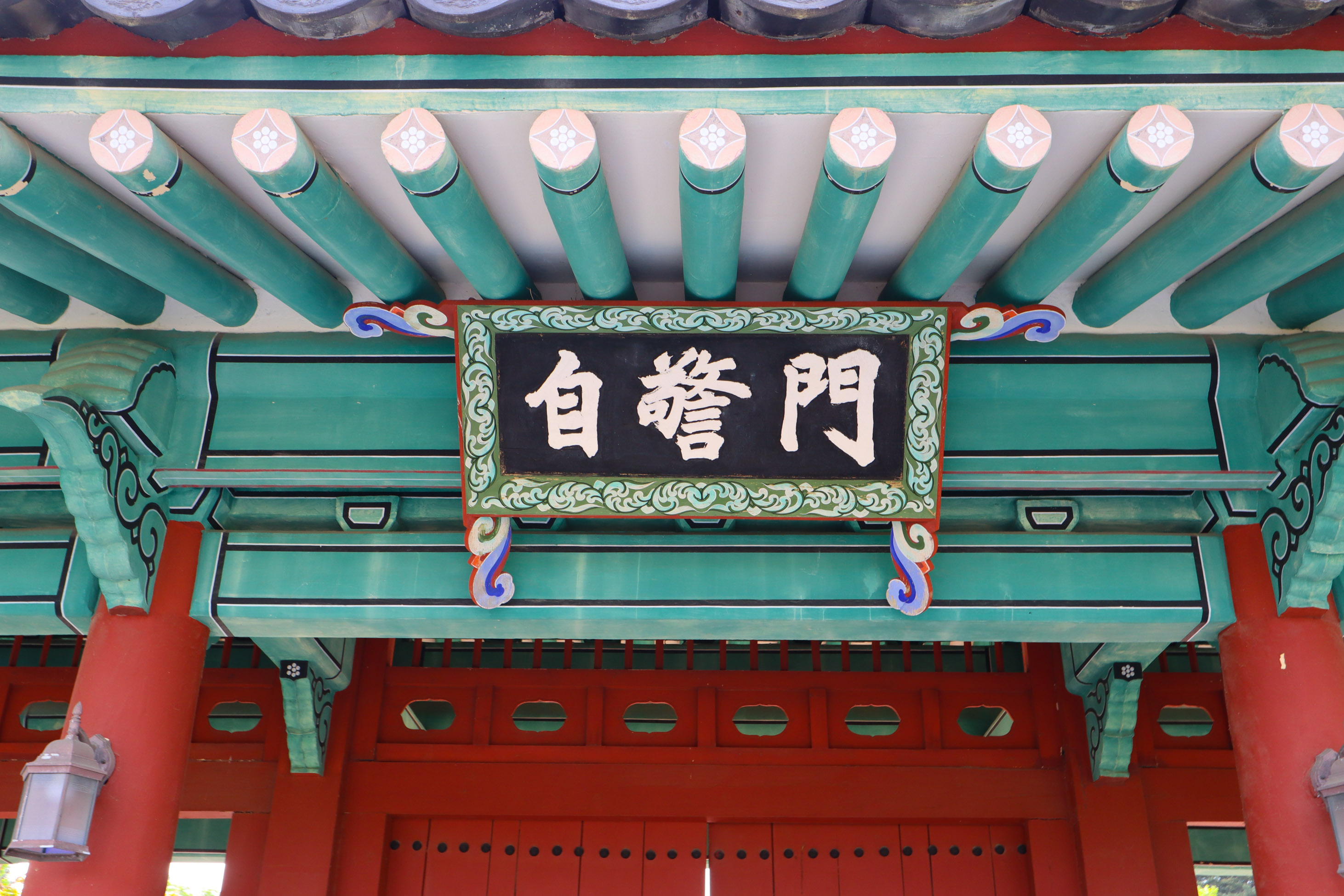

신사임당과 율곡 이이가 태어난 곳으로 조선 중종 때 건축되었다. 대한민국 주택 건축 중에 가장 오래된 건물에 속한다고 알려져 있다.

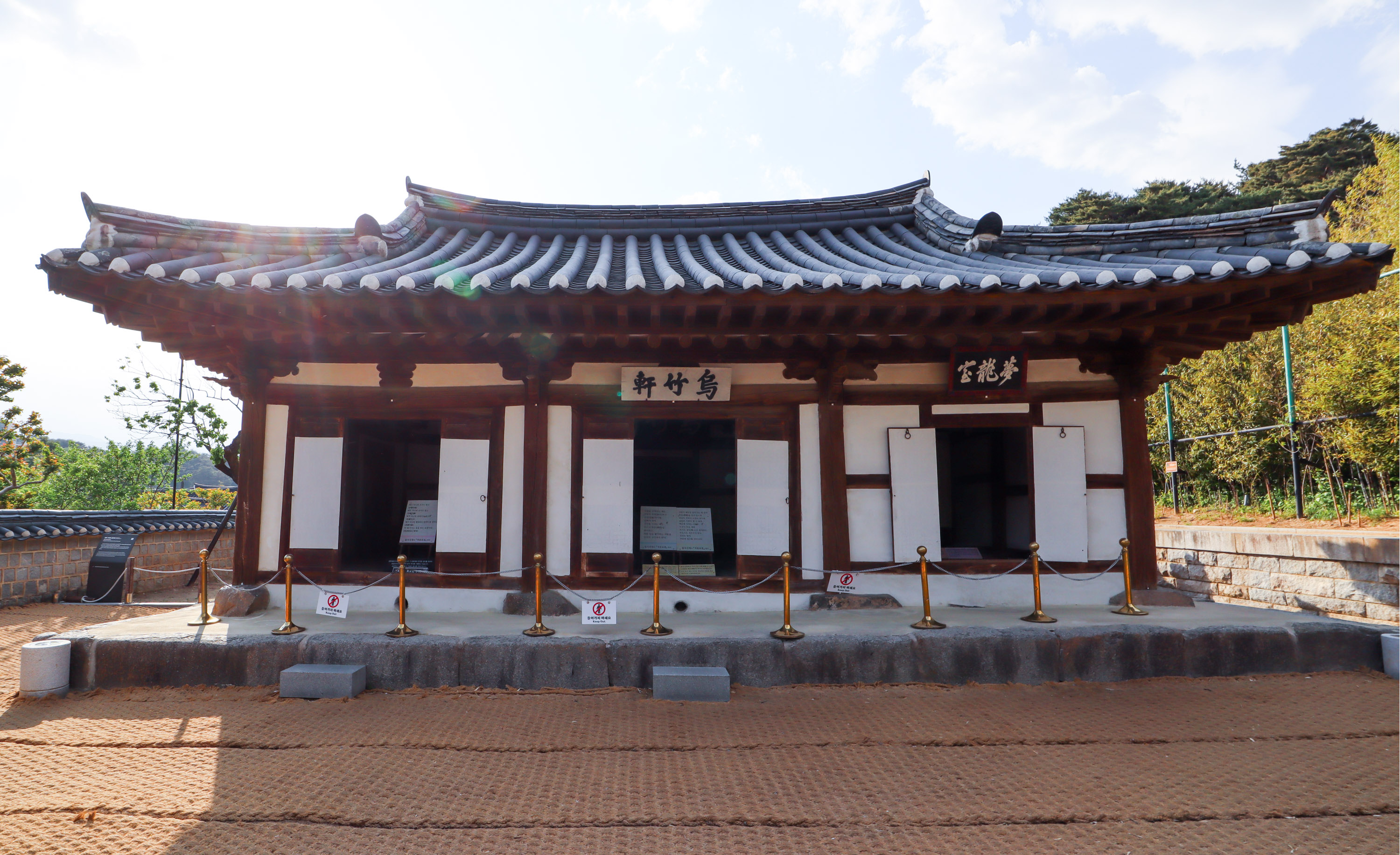
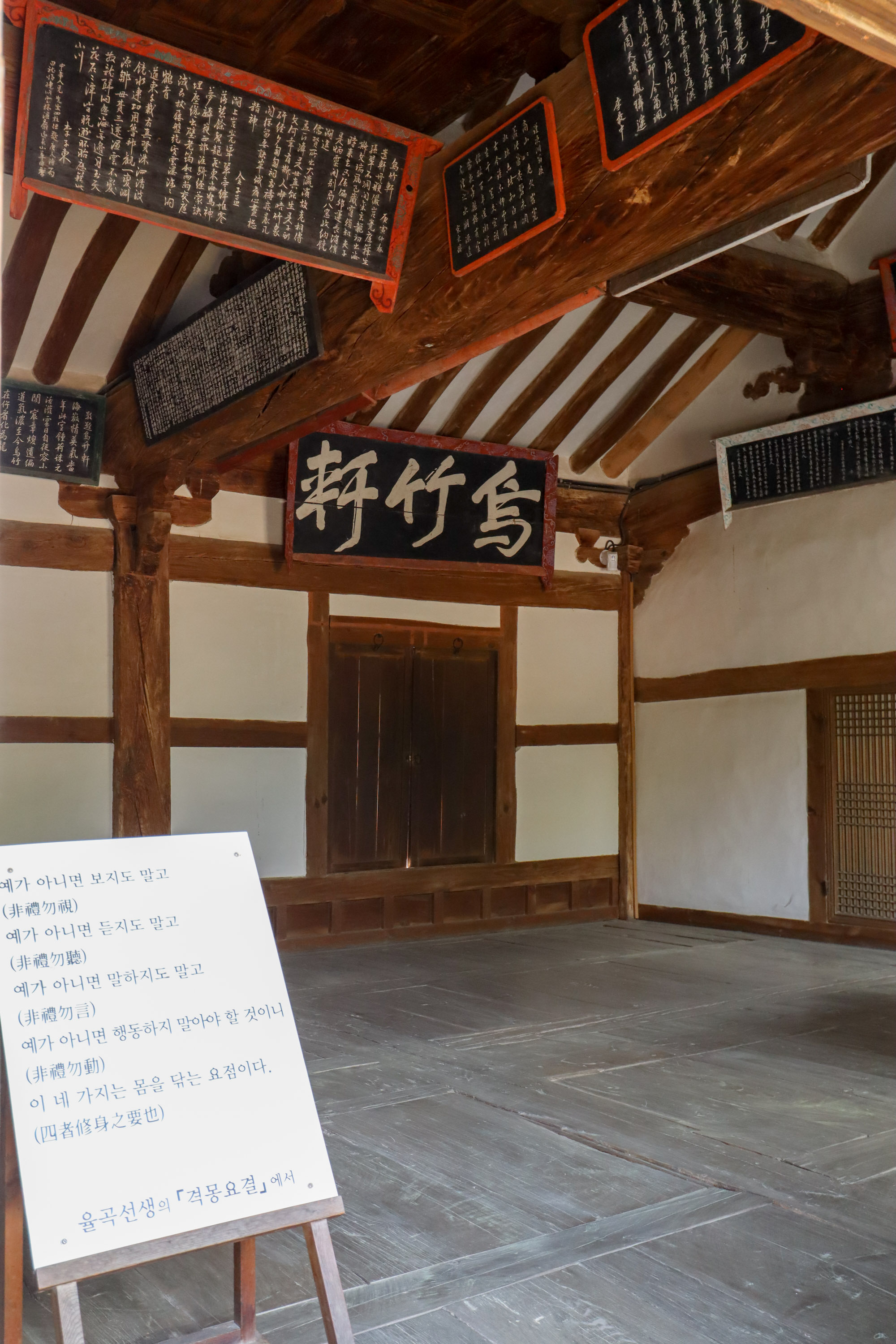

문성사
율곡 이이의 제단이 있는 곳이다.
안채
안주인이 생활하던 곳이다.
사랑채
바깥 주민이 거처하던 곳이다.
어제각
율곡 이이의 저서 <격몽요결>과 사용했던 벼루를 보관하기 위해 지어진 건축물이다.
입지문
율곡 기념관
향토 민속관
강릉지역 고분군

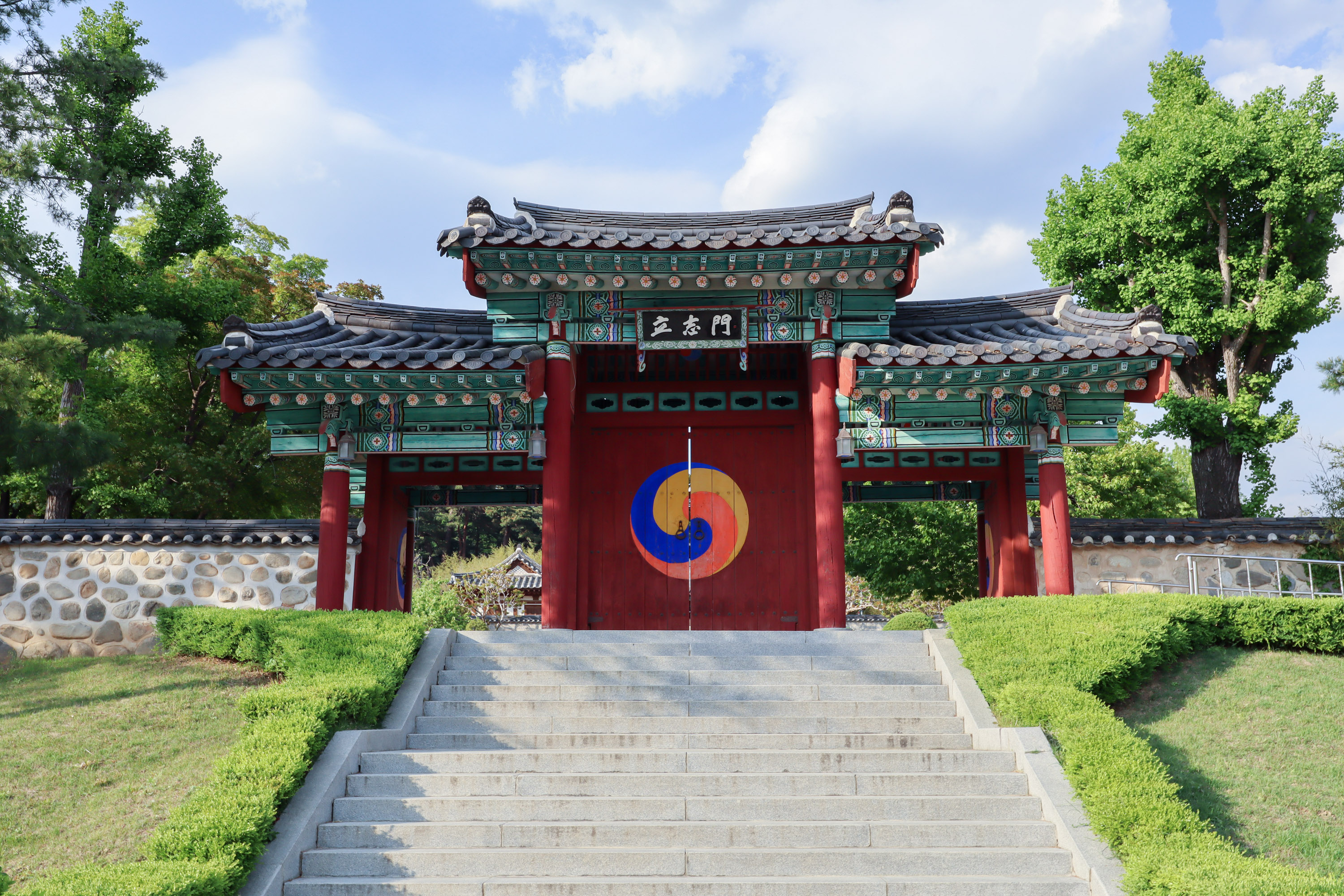
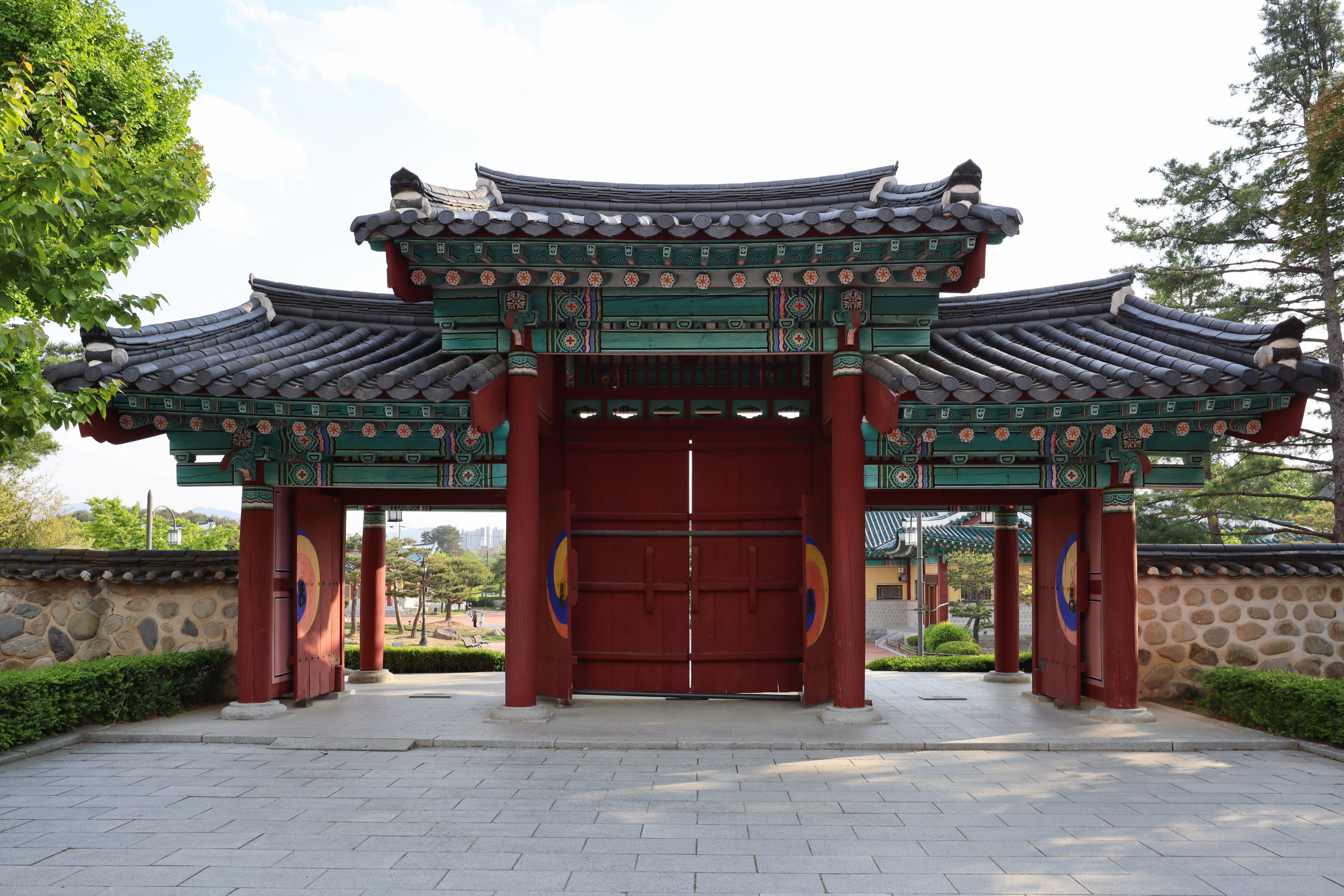

강릉 지역에서 출토된 고분군을 한 데 모아둔 시설물이다.
강릉지역 비석군

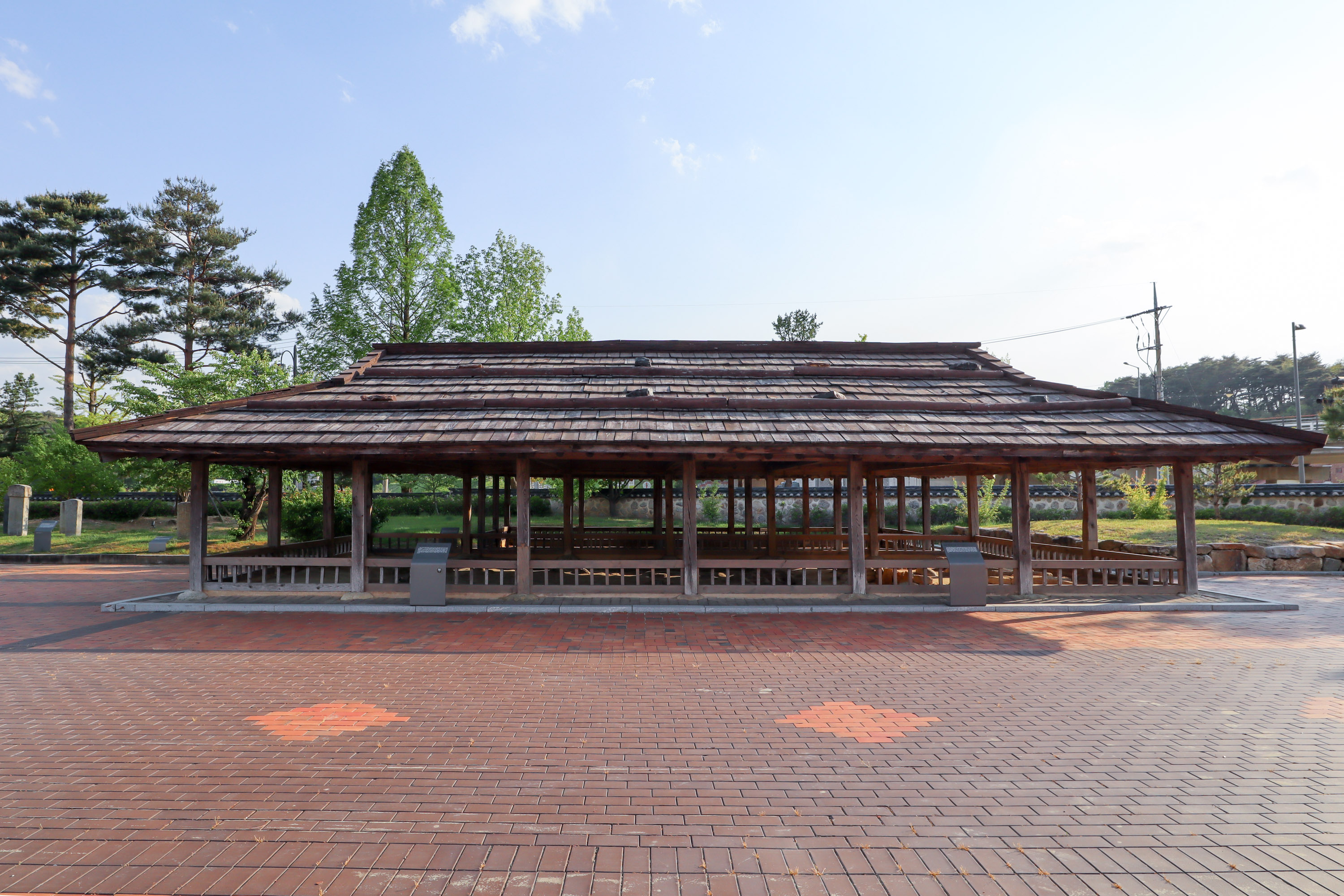
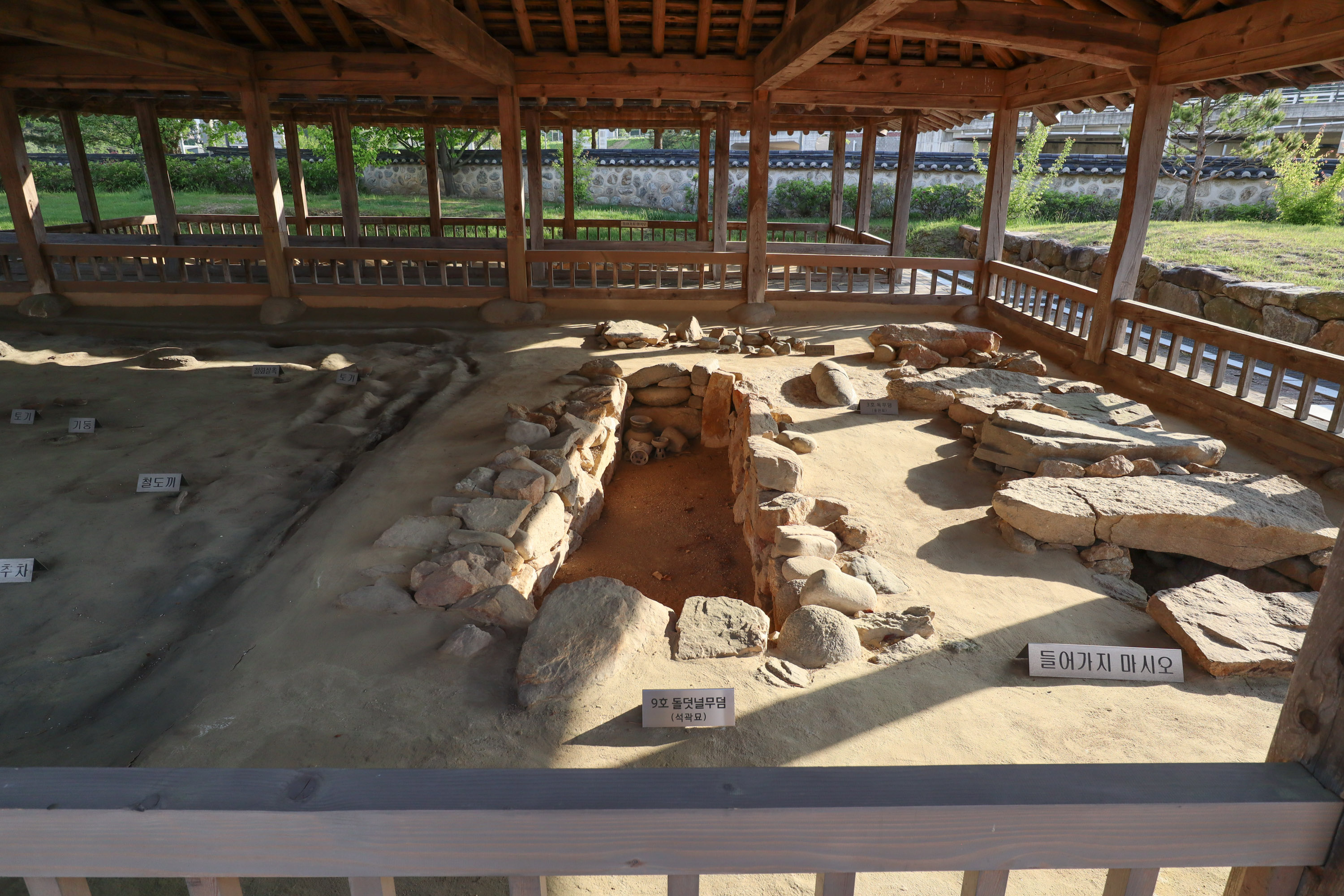

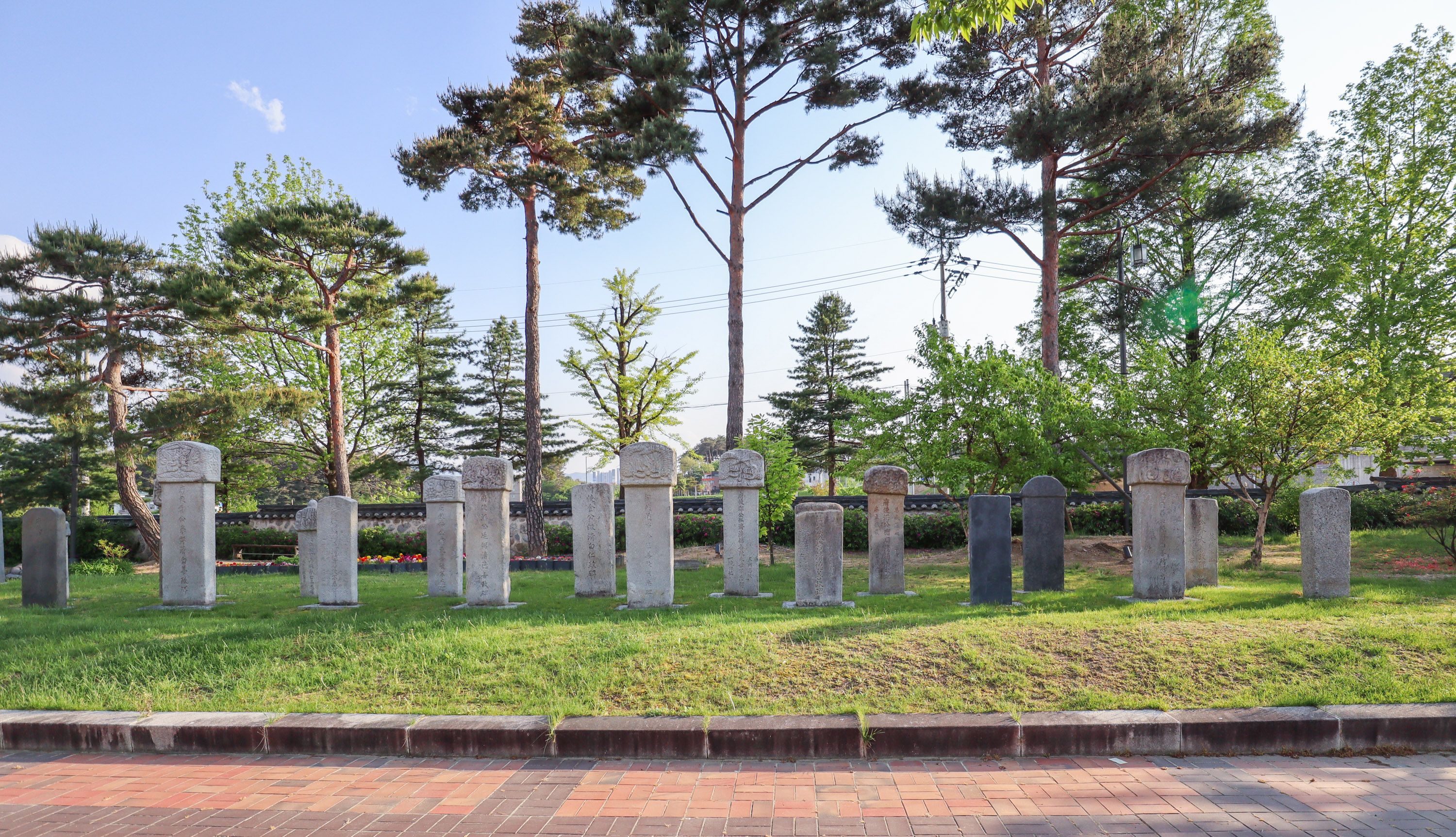
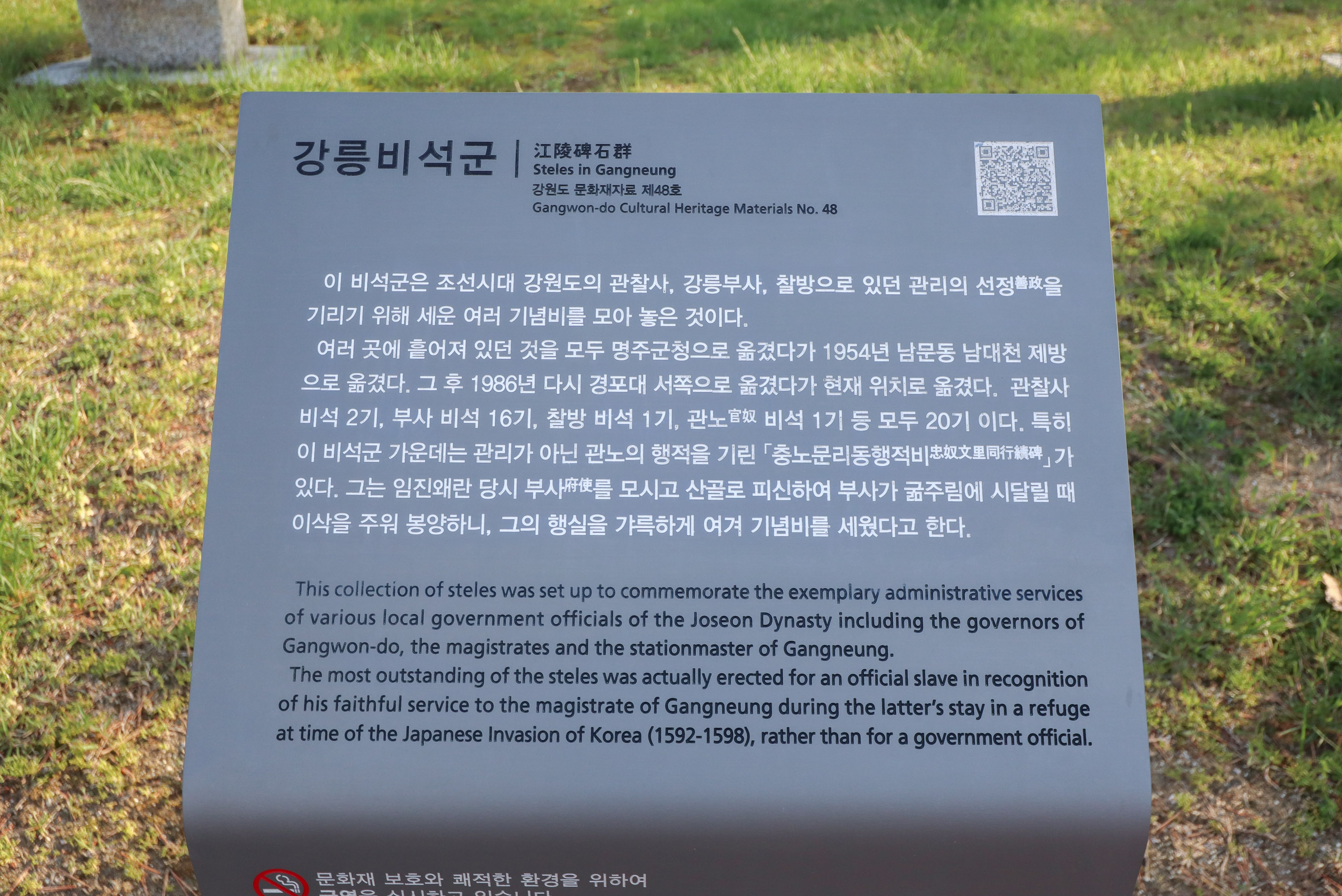

강릉 지역에 위치하던 비석을 한 데 모아둔 시설물이다.
강릉지역 조각상
강릉 지역에 위치하던 조각상을 한 데 모아둔 시설물이다.

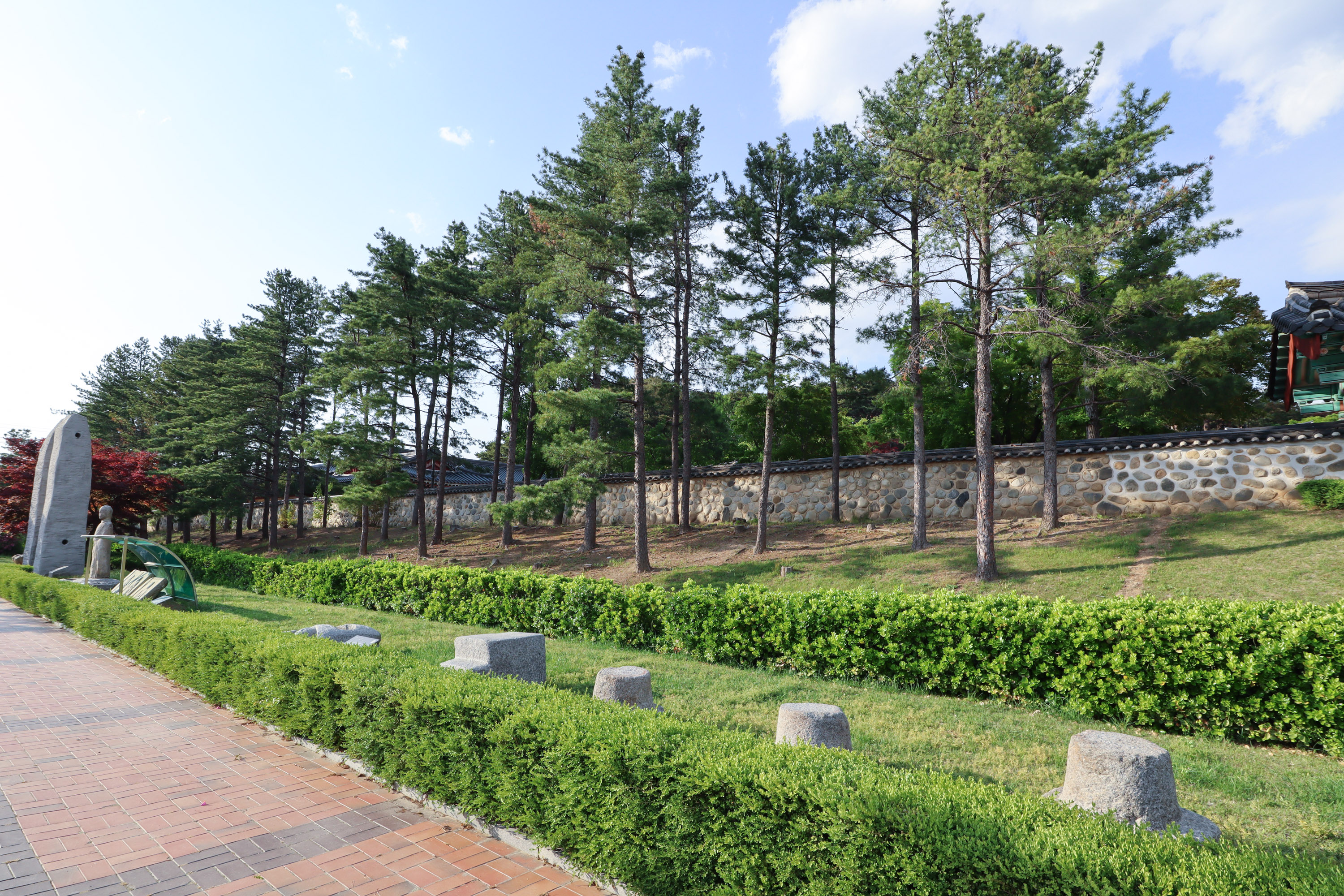
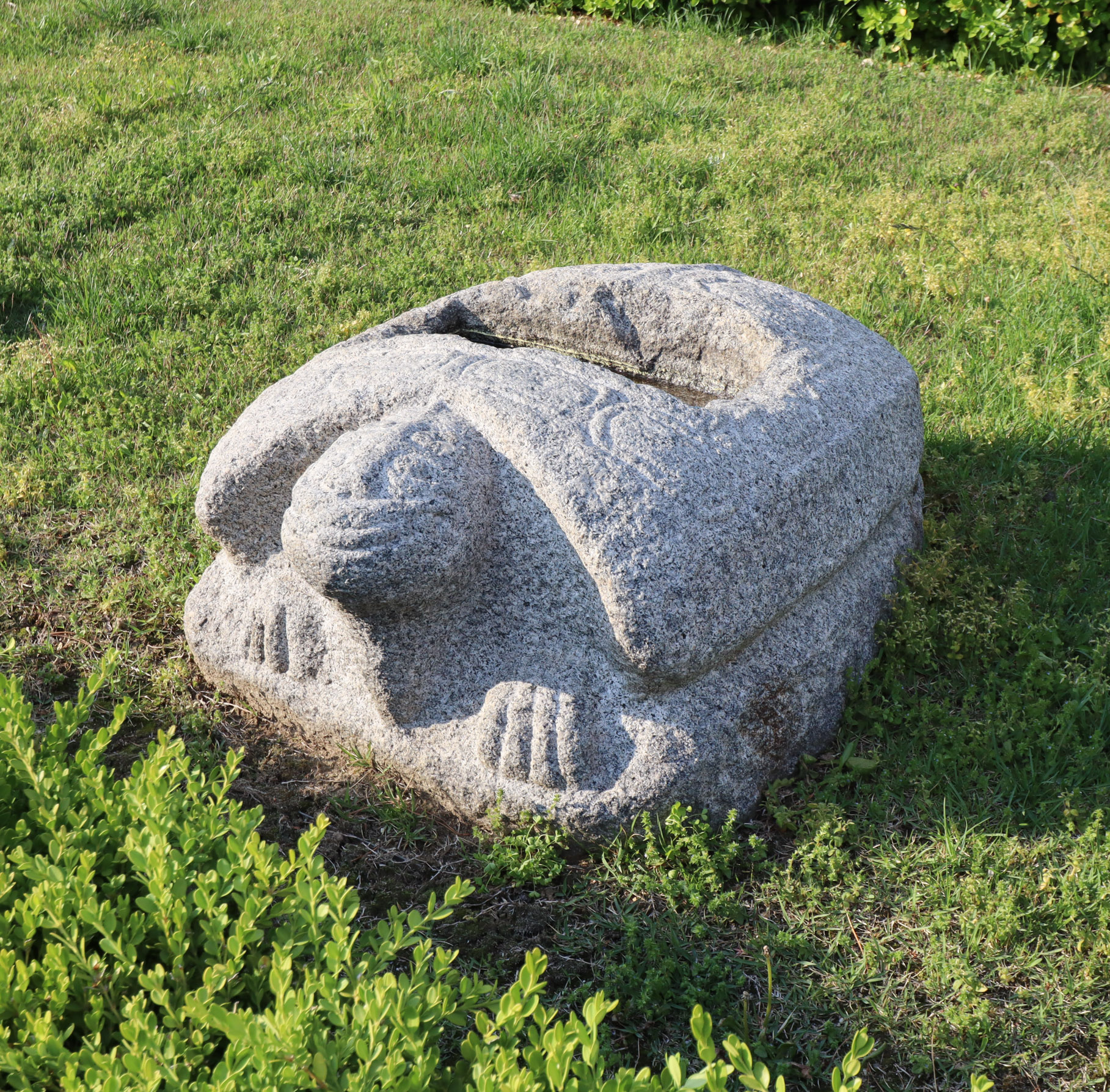
강릉귀부
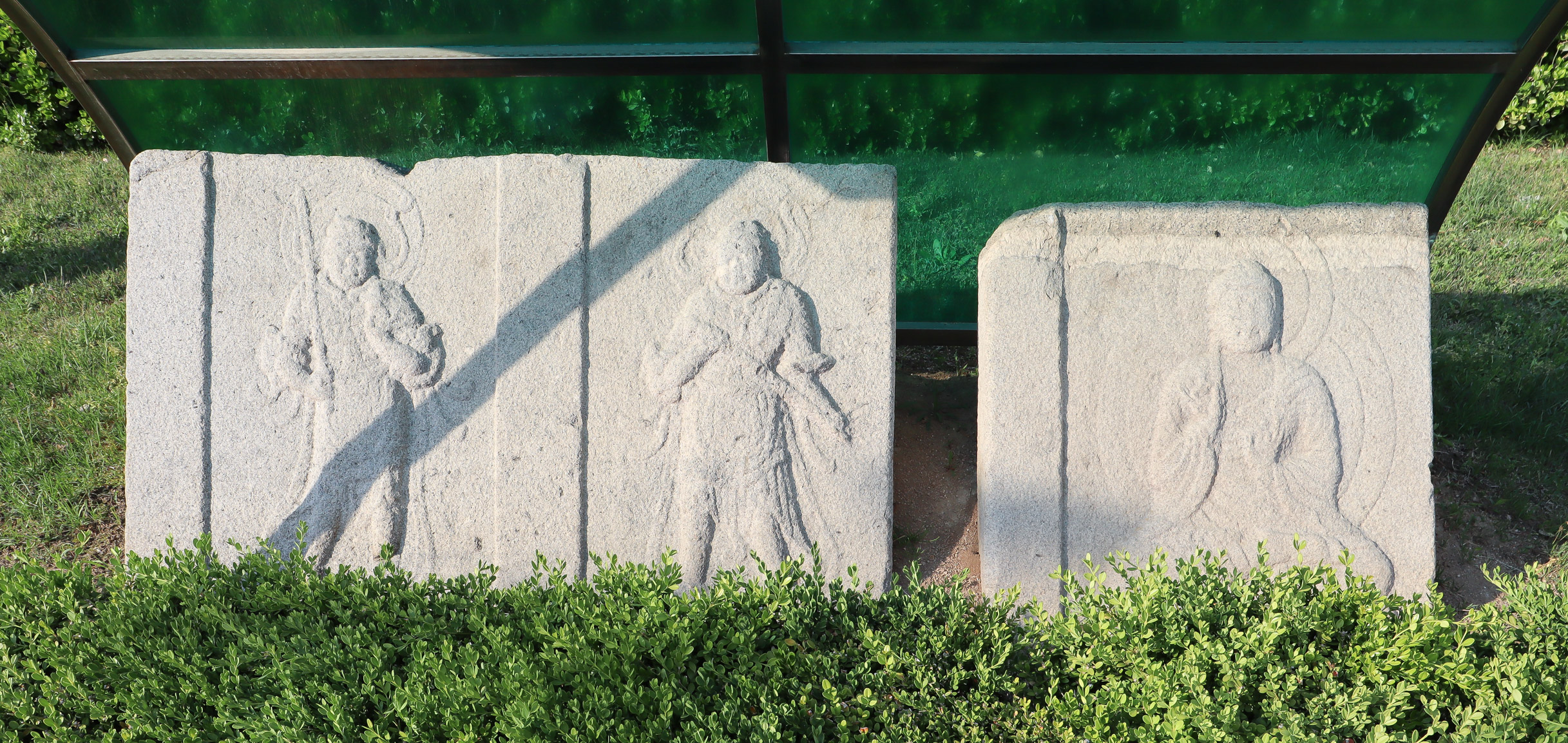
강릉 옥천동 석탑재
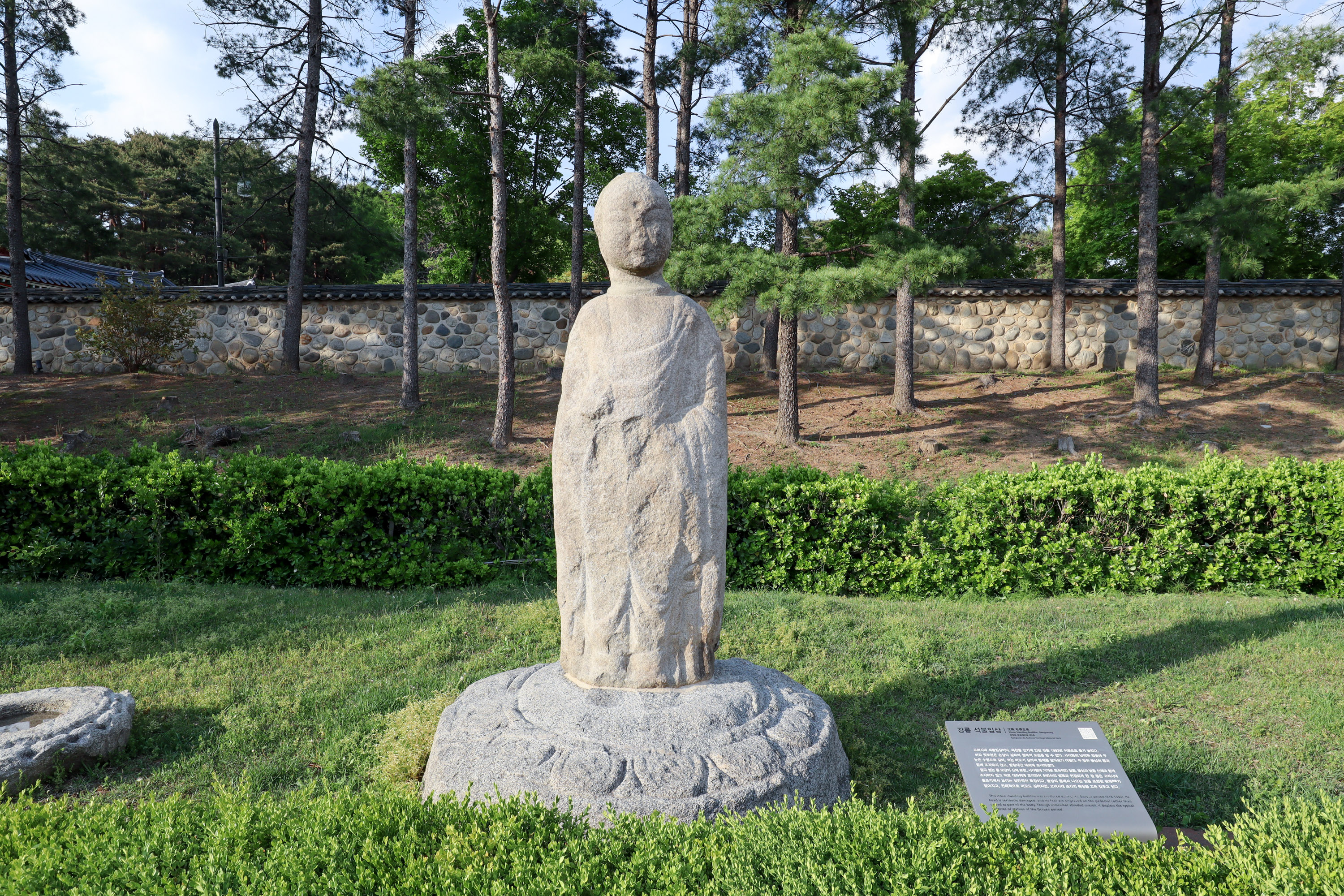
강릉석불입상

신사임당 동상
강릉시립박물관
강릉의 역사를 주제로 한 박물관이다.
구 5천원권(1982년~2005년) 지폐 촬영지

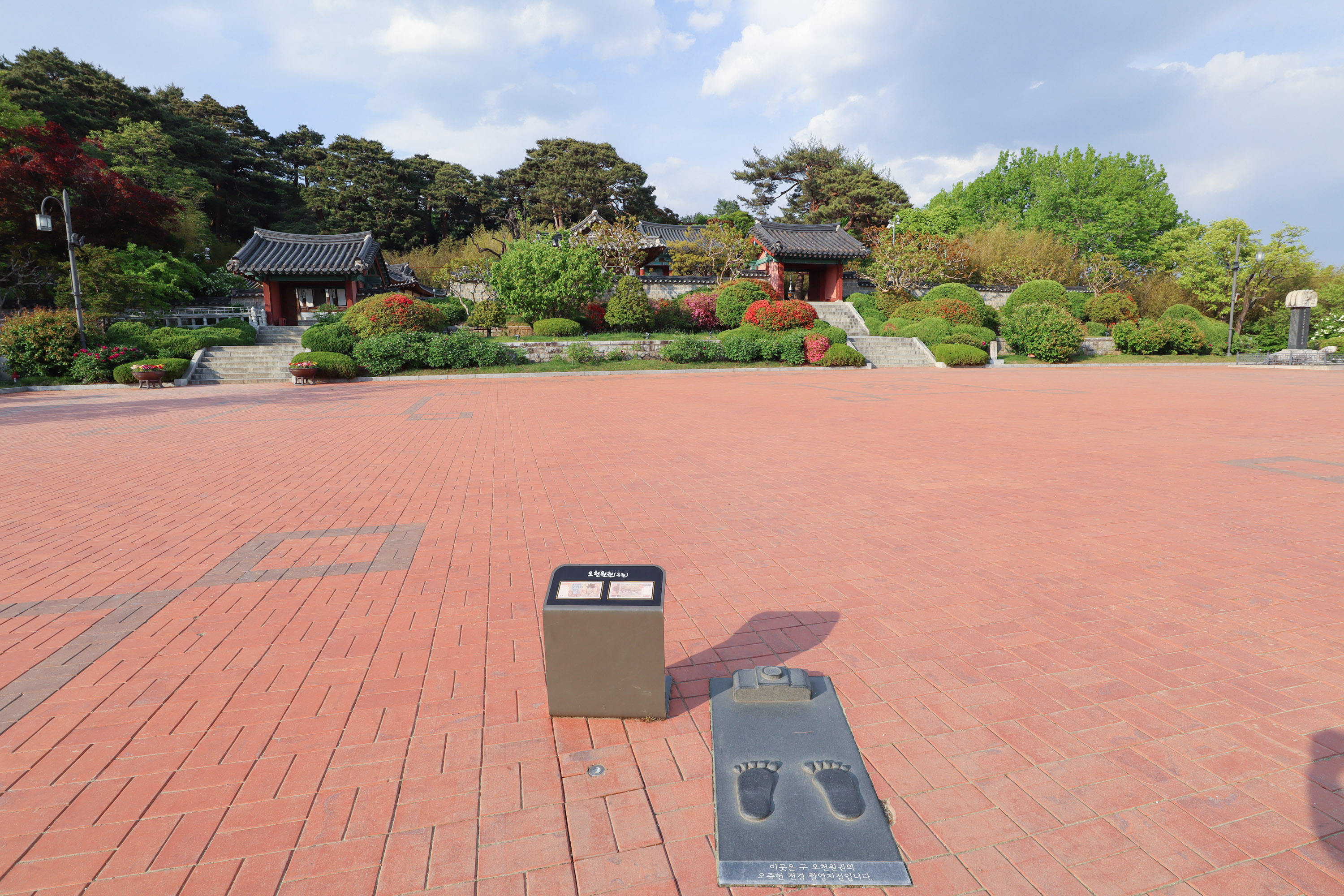
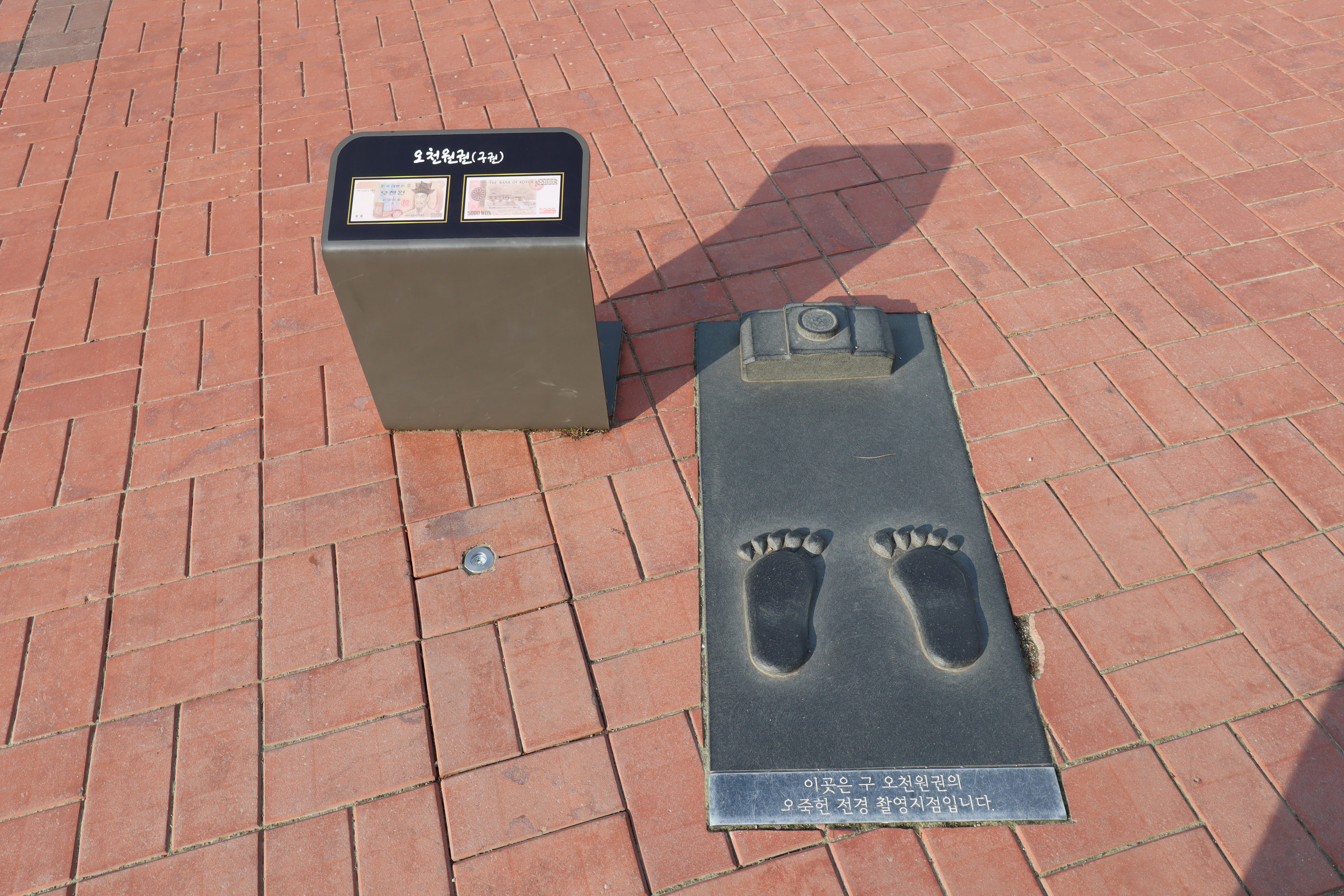
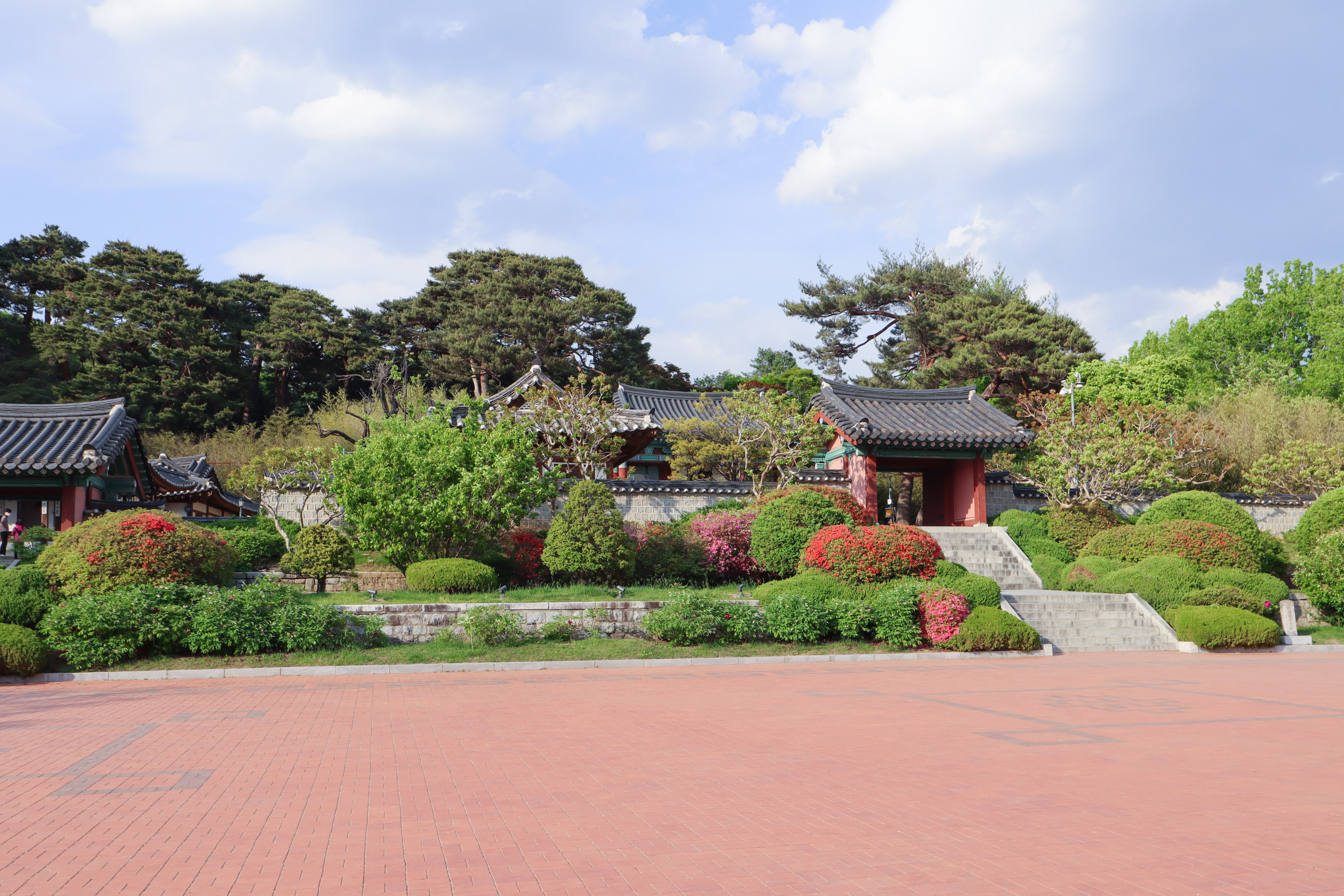
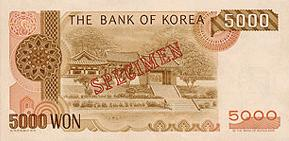
구 5천원권 (1982년~2005년)

## 소유변경현황
- 최치운(崔致雲) - 호, 조은(釣隱)
  - 최응현(崔應賢, 최치운의 차남) - 호, 수헌(睡軒)
    - 강릉최씨-이사온(李思溫, 최응현의 사위)
      - 용인 이씨-신명화(申命和, 이사온의 사위, 사임당의 부친)
        - 평산 신씨(사임당의 동생)-권화(權和, 신명화의 사위)
          - 권처균 (권화의 아들, 號 오죽헌, 율곡 이이의 이종제)
          - 안동 권씨

- 1975년 오죽헌 정화사업 - 강릉시로 소유권 이전

## 참고자료
- 오죽헌 - 국가유산청 국가유산포털
- 이 문서에는 다음커뮤니케이션(현 카카오)에서 GFDL 또는 CC-SA 라이선스로 배포한 글로벌 세계대백과사전의 내용을 기초로 작성된 글이 포함되어 있습니다.